# Gratte-ciel
Cette page contient des caractères spéciaux ou non latins. S’ils s’affichent mal (▯, ?, etc.), consultez la page d’aide Unicode.
Pour les articles homonymes, voir Gratte-ciel (homonymie) et Tour (édifice).

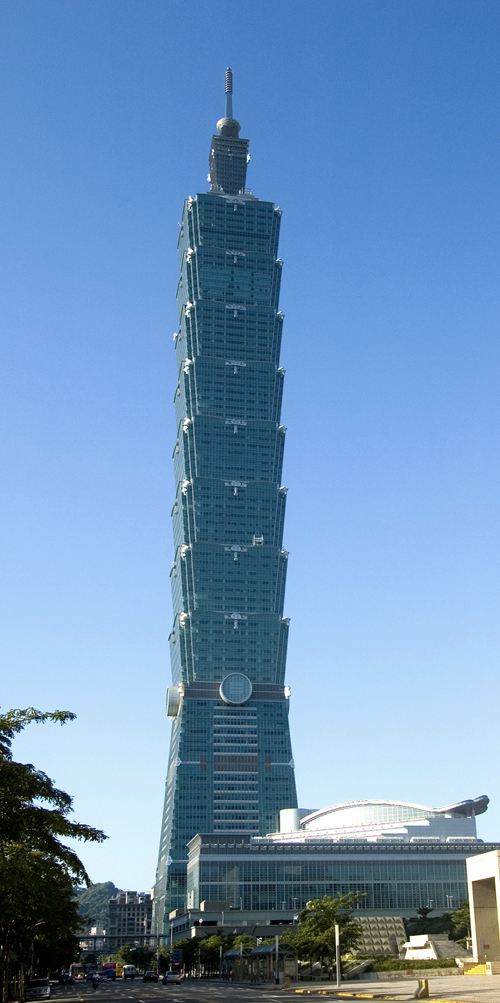
Le Taipei 101, le plus grand gratte-ciel du monde de 2004 à 2010, culminant à 509,2 m, à Taipei, Taïwan.

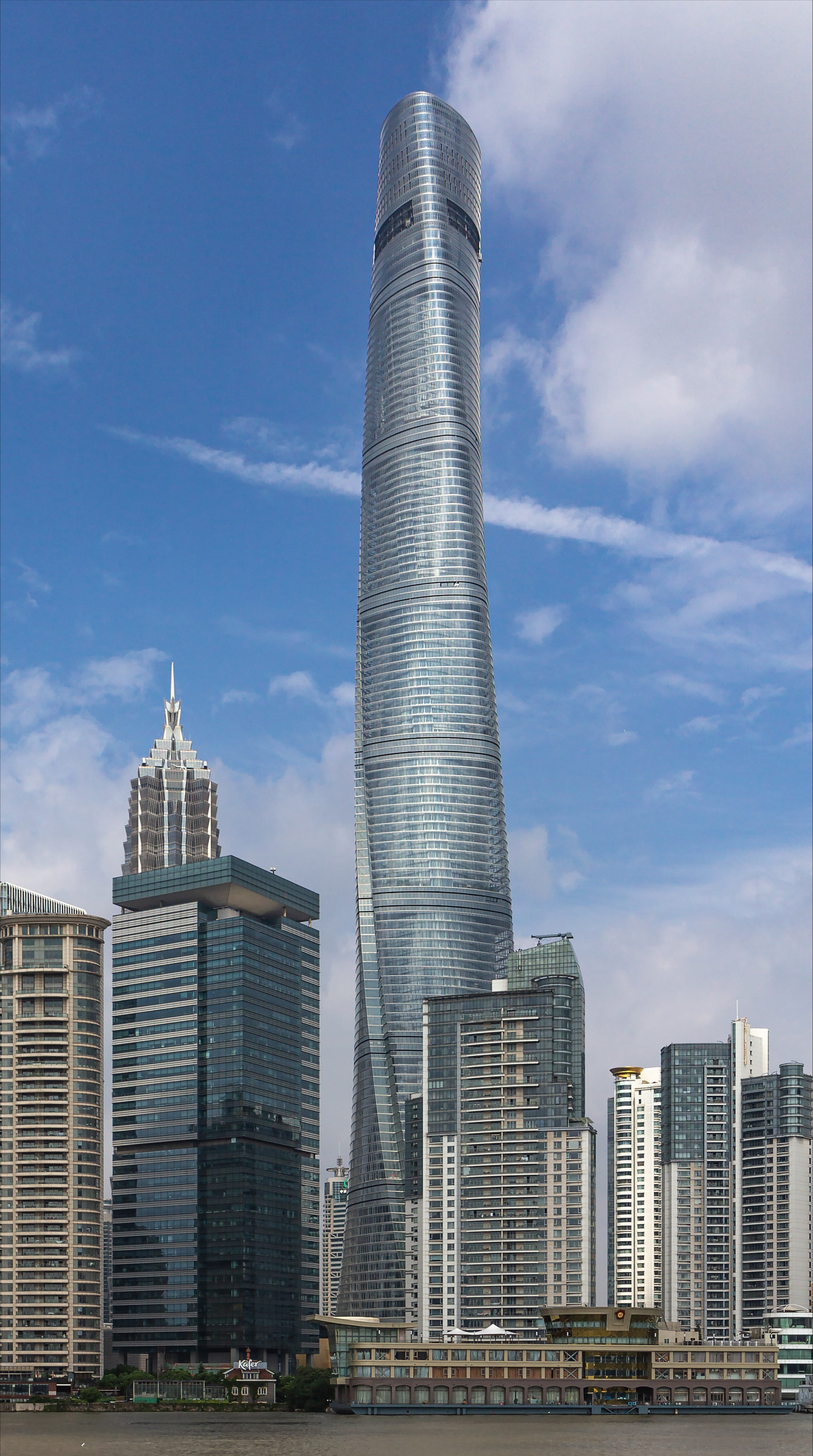
La Tour Shanghai, 3e plus grand gratte-ciel du monde, culminant à 632 m, à Shanghai, Chine.

Le One World Trade Center à New York est le plus haut immeuble du continent américain avec sa flèche, et 3e pour sa structure.

Un gratte-ciel ou tour est un bâtiment de très grande hauteur. Il n'existe pas de définition officielle ni de hauteur minimale à partir de laquelle un immeuble est qualifié de gratte-ciel, cette dernière notion étant essentiellement relative : ce qui est perçu comme gratte-ciel peut varier fortement en fonction de l’époque ou du lieu. Toutefois, la société allemande Emporis qui recensait les gratte-ciel de la planète considérait qu'un gratte-ciel est un édifice composé de plusieurs étages et qui mesure au moins 100 mètres de hauteur. Pour les gratte-ciel d'au moins 300 mètres de hauteur, les anglophones utilisent le terme de « supertall » et celui de « megatall » pour les gratte-ciel d'au moins 600 mètres de hauteur.
Par ailleurs, ne sont pas considérées comme gratte-ciel certaines tours comme la tour Eiffel (1889), car il s'agit d'une tour d'observation et non pas d'un immeuble constitué d'une juxtaposition d'étages sur au moins la moitié de la hauteur.

## Étymologie et linguistique
Le substantif masculin,, « gratte-ciel », composé de « gratte », forme conjuguée de « gratter », et de « ciel », est un calque,, de l'anglais américain,,, « sky-scraper », lui-même composé de « sky » (« ciel ») et de « scraper » (« qui gratte »).
Comme beaucoup de termes de la langue anglaise, le mot skyscraper vient du langage des marins:
Jusqu'au XVIIIe siècle les lourds navires à voies carrés se "contentaient" de deux ou trois "étages" de voile dénommés (en français), de bas en haut : basses voiles, huniers, et perroquets . Avec la concurrence commerciale forcenée du XIXe siècle et l'avènement des fins et rapides clippers taillés pour les records de vitesse commerciale, les mâtures prirent de l'altitude (huniers et perroquets furent dédoublés , hunier fixe et hunier volant, perroquets fixes et volants) et un sixième étage de voiles fut ajouté : Les cacatois (d'après le cacatoês, un psitaccidé qui aime à se percher très haut). Pour les audacieux qui cherchaient encore un supplément de propulsion, on ajoutait parfois un septième niveau de voiles (les contre-cacatois) pour lesquels les matelots anglais et américains trouvèrent des appellations imagées : Skysail (litt voile du ciel) moonraker (racle-lune) repris sous un autre sens dans le titre d'un roman de Ian Fleming pour désigner une fusée type V2 améliorée et finalement Skyscraper -Littéralement gratte-ciel- qui passa dans le langage des "terriens" pour désigner un immeuble de grande hauteur (Comparaison assez valide: sur les derniers grands voiliers la pomme du grand mât culminait à plus de soixante mètres de hauteur)
Le terme est défini comme invariable avant les rectifications orthographiques du français en 1990, mais s'accorde au pluriel (« gratte-ciels ») selon ces rectifications, comme les noms communs composés ; les deux orthographes sont donc correctes.

## Histoire

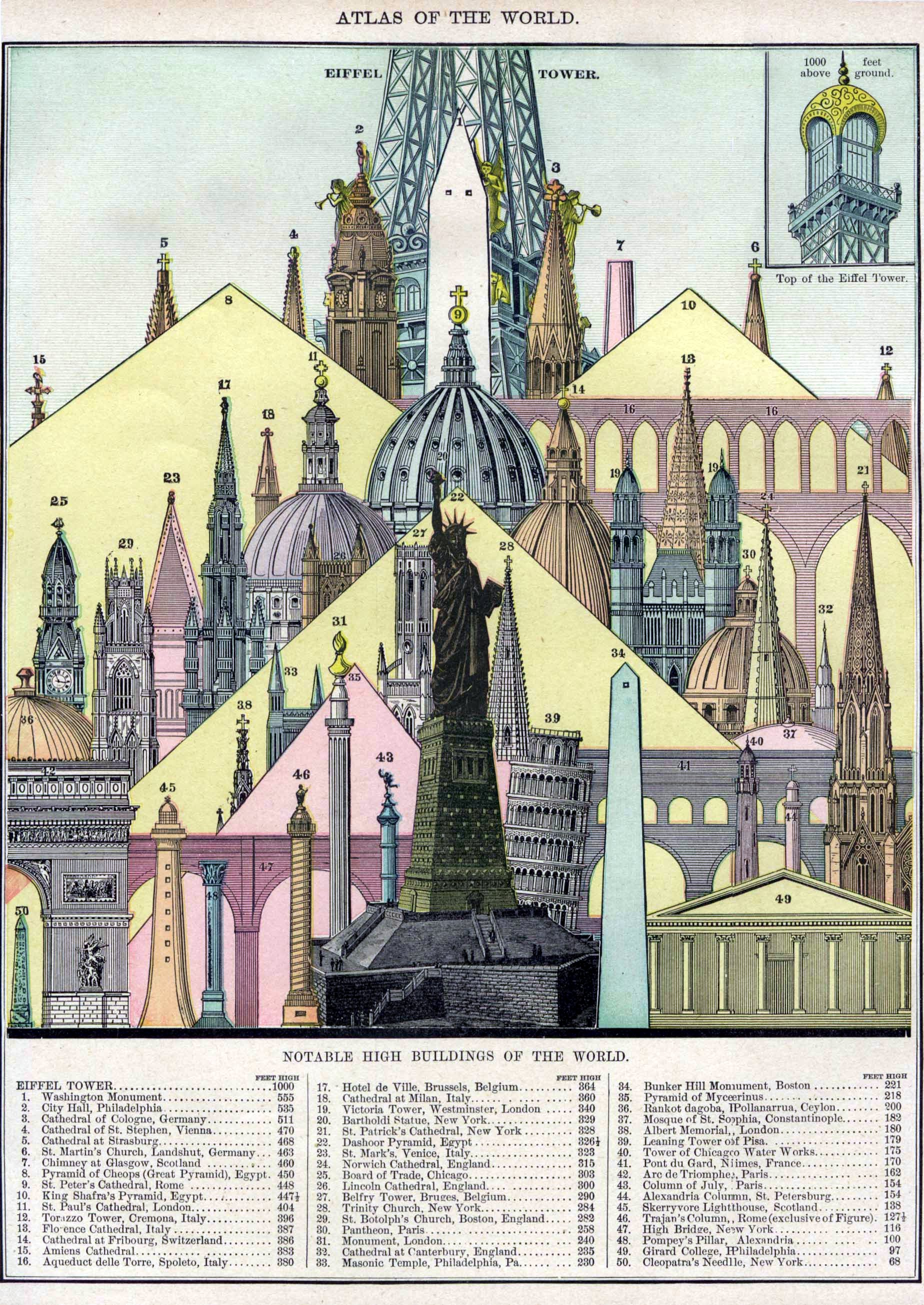
Comparaison de hauteur entre les plus hauts bâtiments du monde en 1896.

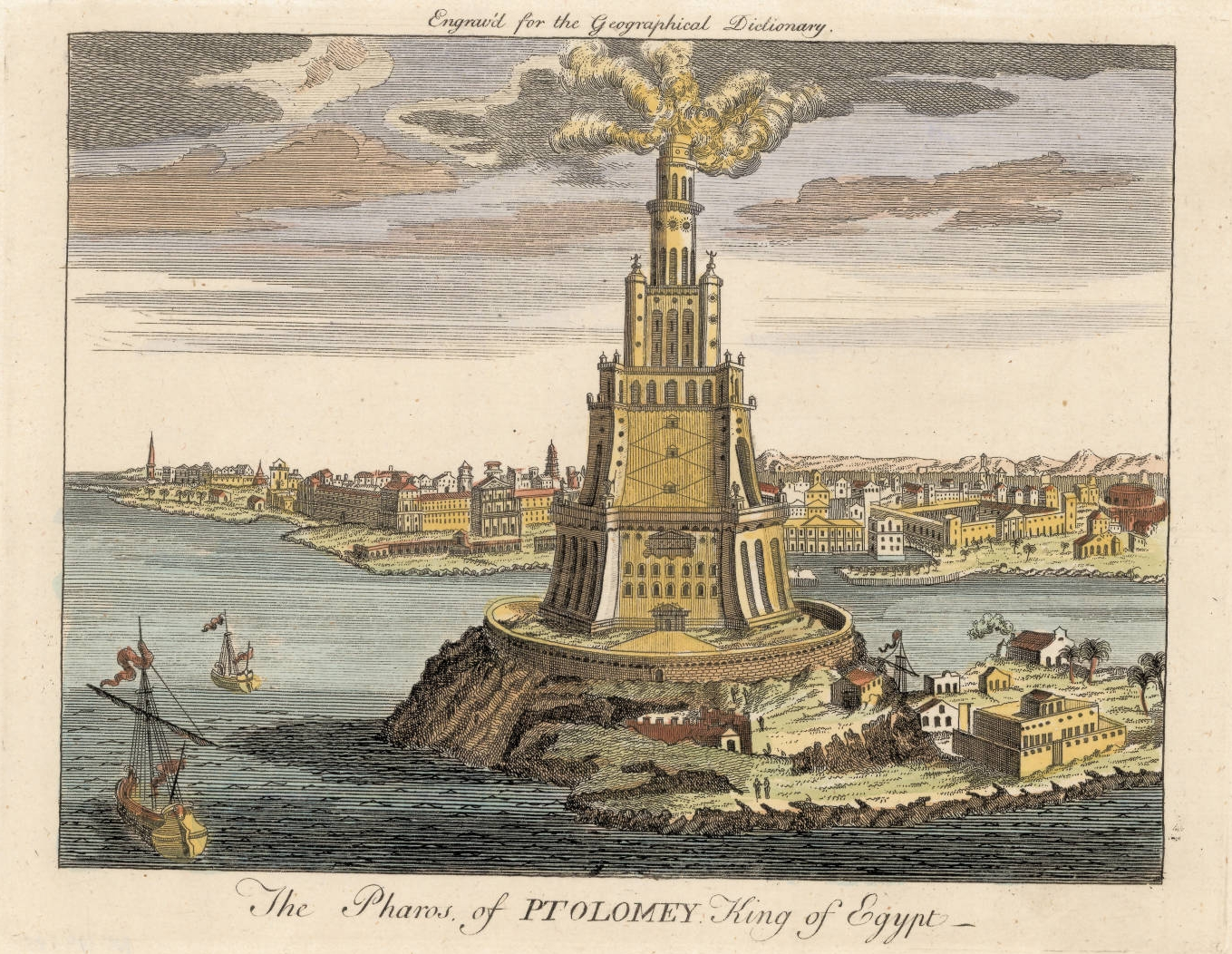
Phare d’Alexandrie de 135 mètres.

Il existe depuis l'Antiquité des bâtiments de grande hauteur. Généralement, il ne s'agit pas d'immeubles d'habitation, mais plutôt de monuments. Ainsi, la pyramide de Khéops, dont la hauteur atteint presque 150 mètres, est un tombeau. On peut citer aussi le phare d'Alexandrie (135 mètres) ou les ziggourats de Babel ou encore la tour Hassan (44 mètres) à Rabat. Au Moyen Âge, les flèches de certaines cathédrales dépassent aisément les 100 mètres de hauteur comme celles de Strasbourg (142 mètres), Rouen (151 mètres, dont la flèche fut construite au XIXe siècle), et de Lincoln (160 mètres avant son effondrement).
Parmi les plus anciens immeubles d'habitation de haute taille, on peut citer le donjon du château de Vincennes, construit au XIVe siècle et qui, mesurant 50 mètres de hauteur, est actuellement le plus haut d'Europe, ou bien le donjon du château de Coucy, construit au XIIIe siècle et qui, mesurant 54 mètres de hauteur, fut le plus grand d'Europe pendant près de 7 siècles jusqu'à sa destruction en 1917. De nombreuses tours de fonction militaire ou nobiliaire furent construites durant le Moyen Âge à Bologne en Italie. Selon les estimations, il y aurait eu de 80 à 100 tours de ce genre à Bologne. La plus haute ayant résisté au temps est la tour Asinelli (97,2 mètres).
Le gratte-ciel, à proprement parler, naît aux États-Unis vers la fin du XIXe siècle. La reconstruction de Chicago après le grand incendie de 1871 a permis l’émergence d’une nouvelle approche de la construction d’immeubles afin de réduire les coûts liés à l'augmentation du prix des terrains. Il fallait trouver un moyen pour se protéger en même temps de l'eau (surélévation) et du feu (ossature en acier et non plus de bois), ce moyen devait être rapide, solide, facile d'assemblage. C'est ainsi que William Le Baron Jenney fut amené à élaborer un système de structure interne sur laquelle repose tout l'édifice, le mur extérieur n’ayant plus rien à porter. Ce travail était basé sur ceux de Viollet le Duc. Il tira également parti de l'invention de l'ascenseur mécanique et notamment de l'ascenseur de sécurité par Elisha Otis. Les premiers architectes de ce que l'on a appelé plus tard l'École de Chicago, comme Daniel Burnham, Louis Sullivan ou encore John Wellborn Root, ont créé par leurs œuvres et par leur influence un modèle de développement urbain qui a caractérisé toutes les villes américaines au XXe siècle.

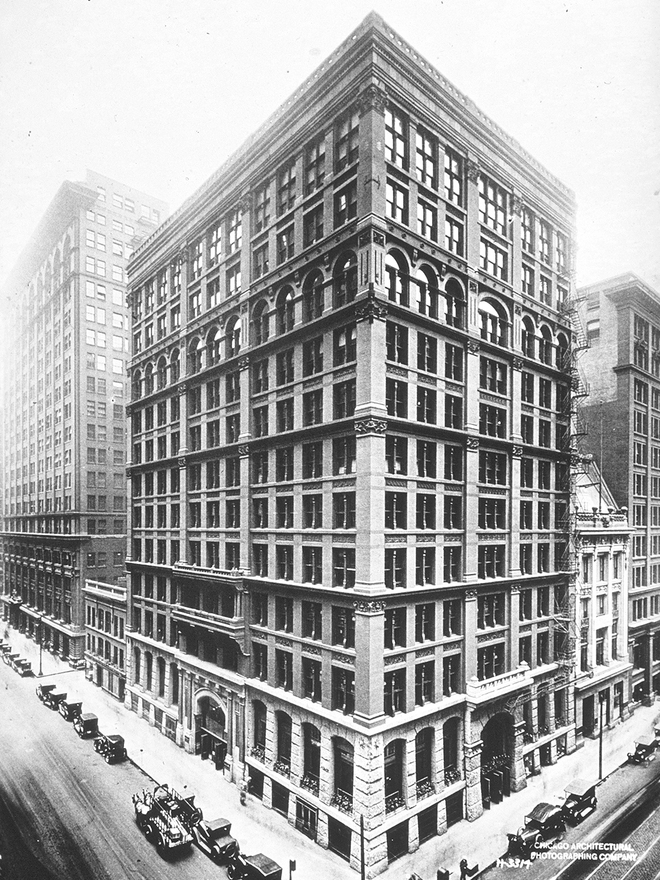
Inauguré en 1885 à Chicago, le Home Insurance Building est considéré comme le premier gratte-ciel de l'histoire de l'architecture.

Il est difficile de dire quel fut le premier gratte-ciel de l’Histoire. Ce « titre » est disputé entre le New York Tribune Building, dessiné par Richard Morris Hunt (New York, 1875, 79 mètres), et le Home Insurance Building (Chicago, 1885) de 42 mètres de hauteur. LeRoy Buffington disait aussi avoir inventé le gratte-ciel en 1880 à la suite d'une idée qui lui avait été suggérée par les Conférences sur l'architecture de Viollet-le-Duc. Alors que Chicago après la construction du Masonic Temple règlemente de façon stricte la construction de gratte-ciel à partir de 1893 en limitant la hauteur des immeubles à une quarantaine de mètres , (il faudra attendre 1922 pour qu'y soit achevé le premier gratte-ciel d'au moins 100 m de hauteur, le Wrigley Building), les autorités municipales de New York laissent une beaucoup plus grande liberté aux promoteurs. Ainsi aucune loi jusqu'en 1916 ne vient y limiter ni la masse ni la hauteur des constructions. C’est une course au plus haut building qui commence alors avec la construction du New York World Building en 1890, haut de 94 mètres, du Manhattan Life Insurance Building (1894, 106 mètres), qui fut le premier immeuble a dépasser les 100 m, du Park Row Building (1899, 119 mètres), puis de la Metropolitan Life Tower qui franchit la barre des 200 m en 1909, mais est finalement dépassée par le Woolworth Building (1913, 241 mètres). Le mouvement se poursuit après la Première Guerre mondiale par le 40 Wall Street, mais surtout par le Chrysler Building puis l'Empire State Building qui atteint 381 mètres, en 1931.
Arrêté par la crise économique des années 1930, le mouvement de construction de gratte-ciel reprend dans les années 1960, à New York et à Chicago et, à un moindre niveau, dans d'autres villes du monde. Les tours jumelles du World Trade Center (WTC) à New York deviennent le plus haut gratte-ciel du monde en 1973 avec 417 mètres, elles sont dépassées la même année par l'achèvement de la Willis Tower (connue sous le nom de « Sears Tower » jusqu'en 2009) à Chicago qui mesure 442,3 m. C'est une véritable bataille qui est engagée entre ces deux villes.
Près de 10 % des monteurs d'acier (en) (en anglais « iron worker », ouvrier qui rivette les poutres suspendues dans le vide à l'aide de clés à mâchoire) appartiennent à la tribu des Mohawks, les autres étant principalement des Terre-Neuviens d’origine irlandaise ou des descendants d'immigrants venus d’Allemagne ou de Norvège. Un mythe tenace, popularisé par des œuvres comme High Steel de Don Owen, Spudwrench : l'homme de Kahnawake d'Alanis Obomsawin, Pardon aux Iroquois, Les Mohawk, Charpentiers de l'acier d'Edmund Wilson, ou les photographies de Lewis Wickes Hine, veut que ces bâtisseurs de charpentes métalliques se recrutent dans ces populations qui auraient une insensibilité naturelle au vertige.
Depuis les années 1980, la construction de gratte-ciel s'est développée avec vigueur sur tous les continents. C'est en Asie, dans des régions à forte croissance économique, que le développement est le plus spectaculaire en particulier dans le monde chinois. La Taipei 101, inaugurée en 2004 à Taïwan, était, à l'époque de sa construction, le plus haut gratte-ciel achevé du monde. Les pays du Golfe, et spectaculairement les Émirats arabes unis, ont également multiplié les constructions. La Burj Khalifa à Dubai a atteint, le 17 janvier 2010, sa hauteur finale de 828 mètres, ce qui en fait le plus haut gratte-ciel et la plus haute structure du monde, tandis que la Kingdom Tower à Djeddah (Arabie saoudite) devrait atteindre plus de 1 000 mètres pour 167 étages quand elle sera achevée en 2030 .

## Construction

### Tour traditionnelle
Les gratte-ciel sont traditionnellement construits sous forme d’une tour monolithique organisée autour d’un noyau central comprenant notamment les voies de circulation verticale (escaliers, ascenseurs) et les réseaux (eau, électricité, communications…). La structure porteuse peut être concentrée dans ce noyau central, ou répartie sur des piliers. Certains édifices ont également bénéficié d’une armature entièrement métallique. En matière de construction, il y a une rivalité entre les tenants de la construction en béton, plus résistant au feu, et les tenants de la construction en acier. À l'origine, les gratte-ciel avaient une structure en acier, les murs n'étant pas porteurs. Pour les très grandes hauteurs, l'acier est souvent préféré, car le béton devient trop lourd, manque de flexibilité et n'est pas assez résistant. Cependant, des bétons haute résistance ont été progressivement mis au point. Ainsi, pour pouvoir édifier la plus haute tour du monde, la Burj Khalifa, la filiale BTP de Samsung a mis au point un béton capable de supporter une pression de 800 kg au centimètre carré. 330 000 mètres cubes de béton auront été utilisés pour cette tour.
La concentration des circulations en un point du bâtiment pose le problème de son évacuation en cas d’urgence si ces circulations sont rendues impraticables (notamment à cause d’un incendie). De la même manière, la concentration des structures porteuses peut rendre le bâtiment vulnérable si elles sont endommagées. Un autre problème rencontré est l’éclairage des zones les plus centrales : au-delà d’une certaine distance, la lumière naturelle n’est plus suffisante pour qu’on puisse se passer d’éclairage artificiel.
Dans les zones hautement sismiques, comme le Japon, la construction d'immeubles de grande hauteur pose de redoutables problèmes de sécurité. Des systèmes complexes de vérins et de balanciers permettent aux immeubles de garder leur stabilité en cas de séismes.
La construction d'un gratte-ciel de 100 à 150 m de hauteur dure de 2 à 3 ans en général mais peut être plus rapide. Ainsi l'Empire State Building à New York, haut de 381 mètres et terminé en 1931, a été construit en un an et 45 jours. La Burj Khalifa à Dubaï (plus haute tour du monde avec 828 mètres) a nécessité 6 ans de travaux de janvier 2004 à janvier 2010. Il arrive souvent que les travaux s'arrêtent du fait de difficultés financières et que même parfois dans de rares cas ils s'étalent sur une ou plusieurs décennies. Ainsi la construction de la Blue Tower à Varsovie a nécessité 26 années. En Chine les travaux de l'un des plus hauts gratte-ciel du pays, le Shanghai World Financial Center de Shanghai, ont duré de 1997 à 2008 du fait d'une interruption causée en partie par la crise économique asiatique de 1997/1998.
La durée de vie d'un gratte-ciel peut dépasser les 100 ans. Ainsi certains des gratte-ciel de New York construits durant les années 1890 existent toujours à ce jour, du moins les plus hauts. La plupart du temps, un gratte-ciel n'est détruit que pour faire place à un immeuble plus élevé.

### Styles
Les styles architecturaux dans lesquels ont été construits les gratte-ciel ont changé au fil des décennies, changent selon certains pays et certaines grandes agglomérations. Ainsi par exemple les gratte-ciel de Chicago sont souvent différents de ceux de New York (moins fins, plus symétriques, moins hauts) y compris pour ceux construits aux mêmes périodes (d'après l'examen des diagrammes du site SkyscraperPage).
- Style néo-classique

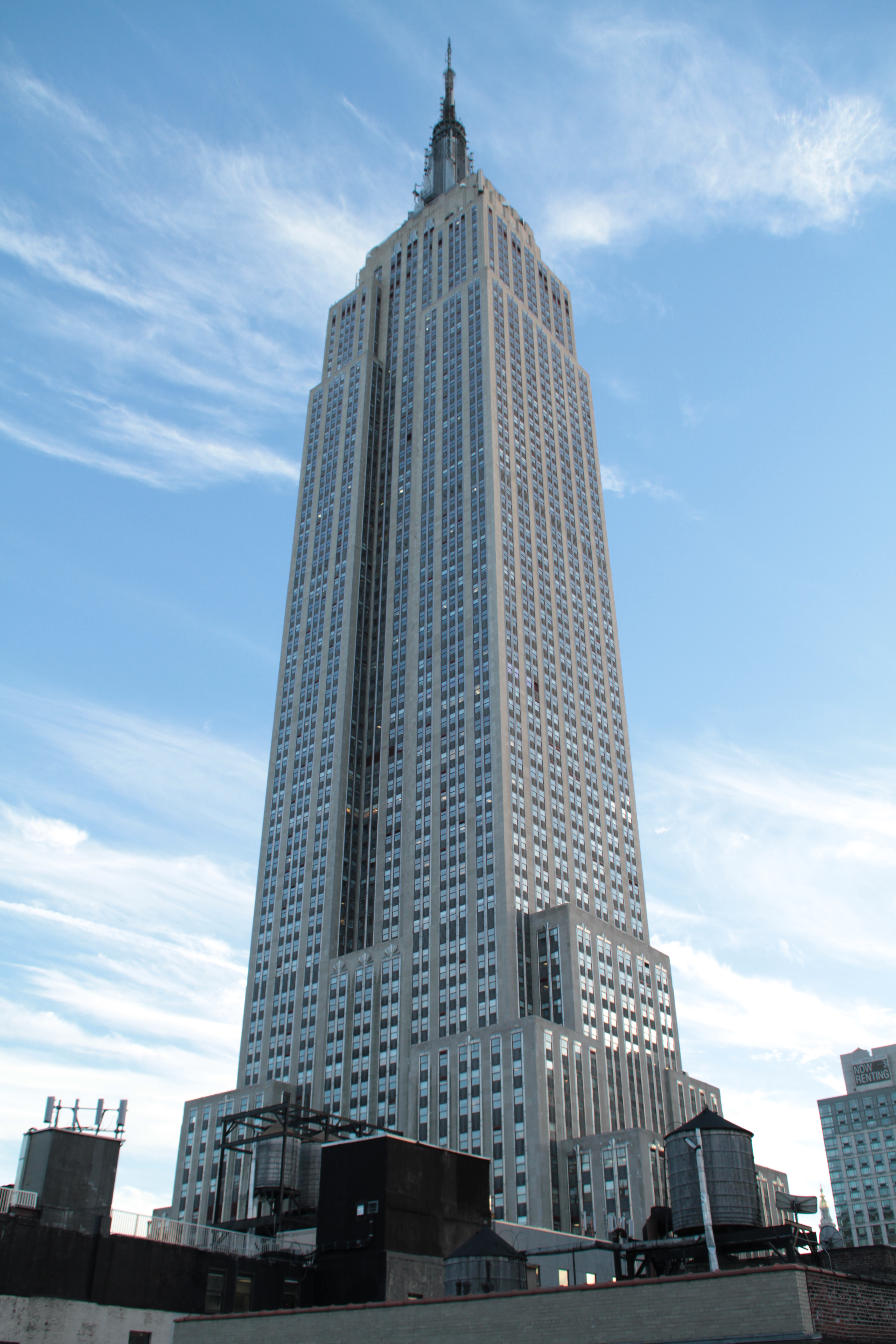
L'Empire State Building à New York (États-Unis) est un gratte-ciel de style Art déco.

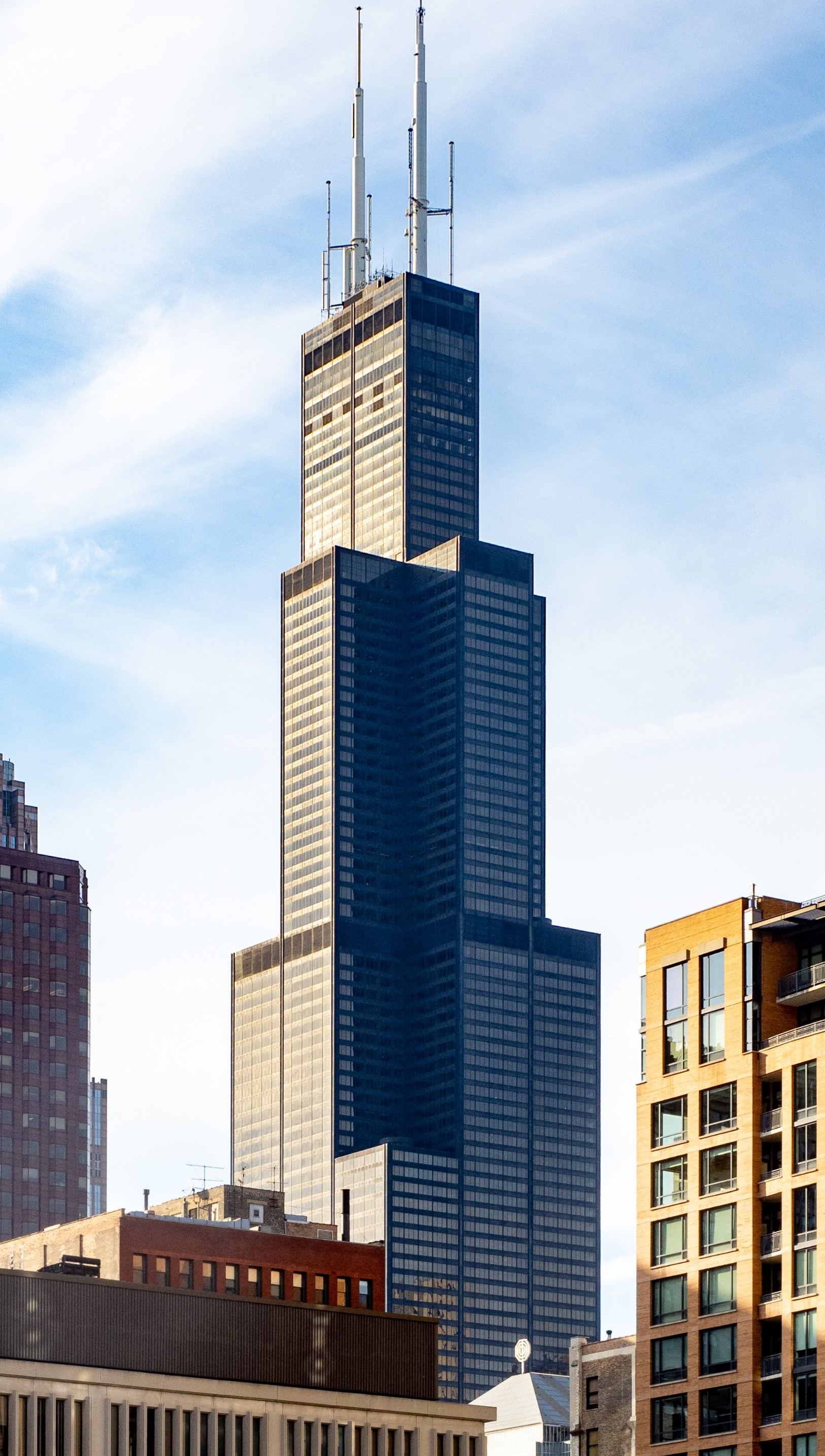
La Willis Tower à Chicago (États-Unis) est un gratte-ciel de style international.

- Style néogothique, assez fréquent aux États-Unis jusque dans les années 1930
- Style Beaux-Arts
- Style Art déco, le style prépondérant durant l'entre-deux-guerres
- Style international, le style dominant des années 1950 au début des années 1980
- Style modernisme précoce, mélange de styles historiques anciens et de style international
- Style stalinien
- Style brutaliste
- Style high tech
- Style postmoderniste, dominant depuis les années 1980
- Style déconstructiviste
- Styles orientaux
- Style arabo-islamique
- Style néo-académisme français
- Style futuriste
- Les arches
- Formes en arc de cercle
- Formes hyperboloïdes
- Formes torsadées
- Formes triangulaires ou pyramidales
- Formes en voile de bateau
- Formes elliptiques
- Formes à base rétrécie
- Formes avec jupes
- Formes avec une ouverture au sommet
- Gratte-ciel avec plusieurs flèches

### Nouvelles perspectives

#### Tour polycentrique
Une approche plus récente cherche à rompre avec la conception classique monolithique, et propose d’organiser le bâtiment sous forme de modules constitués autour de plusieurs noyaux de circulations verticales. Chaque noyau deviendrait le point central d’une plus petite entité tout en constituant une sorte de « super-pilier » de l’ensemble. Les promoteurs de ce type de construction indiquent qu’un tel édifice serait moins susceptible de s’effondrer si l’un de ces piliers était endommagé, tout en vantant une capacité d’évacuation largement améliorée. Les espaces utiles du bâtiment sont répartis sous forme de « grappes » sur les piliers pour bénéficier au maximum de la lumière naturelle. De plus, un incendie survenant dans l’un des modules aurait peu de chances de se propager à d’autres zones de l’immeuble. La principale limitation de cette approche devient alors une occupation plus faible du volume total alloué au bâtiment. Ce concept n’a cependant pas encore été appliqué.

#### Gratte-ciel à prétentions écologiques

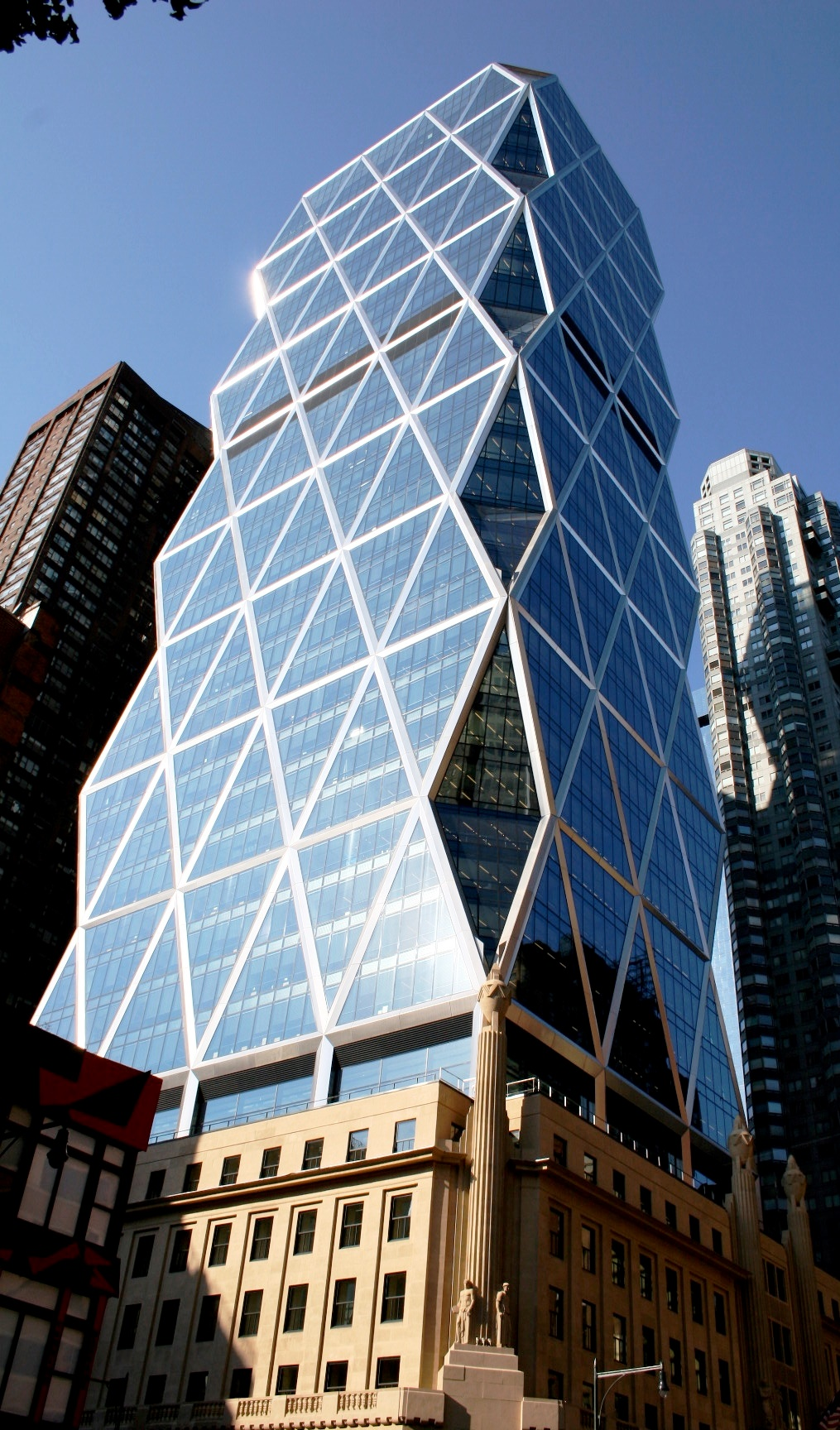
La Hearst Tower à New York est un gratte-ciel prétendument écologique qui possède un système de récupération et de recyclage de l'eau.

Depuis quelques années, il y a une très forte tendance à construire des immeubles qui s'inscrivent dans une démarche de développement durable. Ainsi, sur certains gratte-ciel on trouve désormais des éoliennes, des panneaux solaires, des systèmes de récupération et de recyclage de l'eau, et aussi la présence de végétaux.
Parmi les gratte-ciel annoncés écologiques construits ou en projet:
- La Hearst Tower à New York (États-Unis), construite en 2006 ;
- Le 340 on the Park à Chicago (États-Unis), construit en 2007 ;
- Les tours du Bahrain World Trade Center, à Manama (Bahreïn), construites en 2008, équipées d'éoliennes
- La Bank of America Tower (États-Unis), construite en 2008 ;
- La tour Oxygène à Lyon, 2010 ;
- La Strata Tower, Londres, 2010, équipée d'éoliennes ;
- La Pearl River Tower, à Guangzhou (Chine), construite en 2011, équipée d'éoliennes, de panneaux solaires et de systèmes de climatisation utilisant les courants d'air ascendants.
- La tour Occitanie à Toulouse

Il y a des normes dans ce domaine telles que la norme HQE (Haute qualité environnementale) en France ou la norme LEED (Leadership in Energy and Environmental Design) aux États-Unis.
Parallèlement, de nombreux ouvrages formulent une vive critique des constructions de grande hauteur en pointant leurs consommations en énergies et leur très faible résilience par exemple le livre Désastres urbains, Les villes meurent aussi de Thierry Paquot, paru en 2015. Les communications affichées par les promoteurs des tours sont donc à relativiser dans le cadre du vif débat opposant pro et anti-gratte ciels.

#### Hauteur maximale théorique
La hauteur théorique maximale est estimée à plusieurs kilomètres de haut. D'après William Baker, « meilleur ingénieur en structure chez Skidmore, Owings et Merrill et ayant travaillé avec Smith sur le Burj Khalifa », un bâtiment pourrait théoriquement être construit au moins aussi haut que 8 849 mètres, soit un mètre de plus que le mont Everest.
Plus le bâtiment est haut plus la base doit être étendue. Une base large présente deux inconvénients, il faut un terrain plus grand et cela entraîne d'énormes surfaces au cœur de la tour qui ne reçoivent pas la lumière du jour et sont donc moins attrayantes. Pour ces raisons, les immeubles de grande hauteur ne sont financièrement intéressants que jusqu'à une hauteur d'environ 200 mètres en fonction du prix des terrains .
Le développement de nouveaux matériaux tels que des bétons à haute résistance et des aciers extrêmement résistants a repoussé les limites de la construction des gratte-ciel. Les experts considèrent en 2020 que des gratte-ciel de plus de 1 600 mètres sont tout à fait réalisables. S'il s'agissait simplement d'ériger une colonne de béton, 4 000 mètres seraient possibles sans que la structure s'effondre sous son propre poids, ou même 9 000 mètres en utilisant de l'acier.
Au Japon, les ingénieurs et les architectes ont imaginé des tours de plusieurs milliers de mètres de hauteur à l'image de la X-Seed 4000 qui comprendrait 800 étages sur 4 000 mètres.

### Principaux concepteurs mondiaux
Parmi les principales agences d’architecture ou d’ingénierie qui conçoivent aujourd’hui des gratte-ciel on note :

#### Agences d'architecture américaines

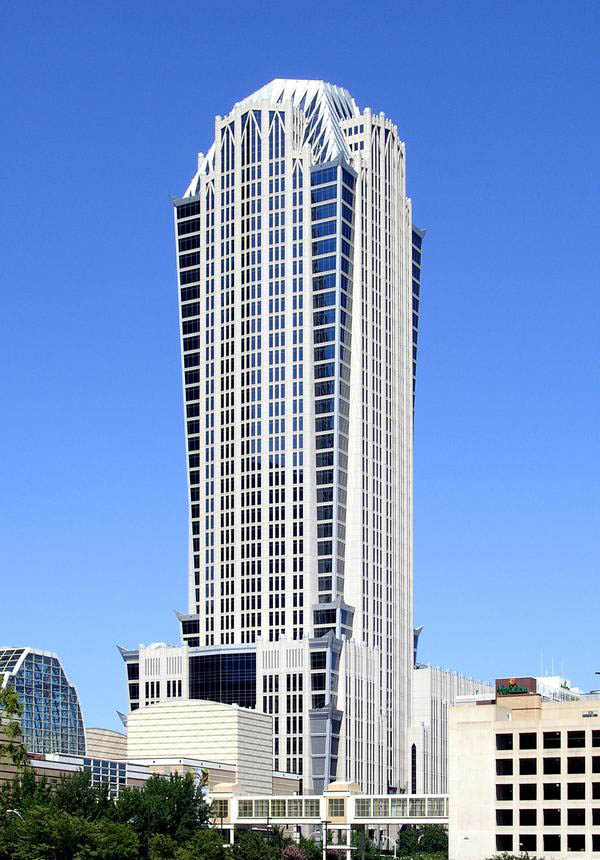
Hearst Tower (Charlotte) conçue par l'agence Smallwood

- Skidmore, Owings and Merrill (SOM); Burj Khalifa à Dubaï (ville), One World Trade Center à New York, Willis Tower à Chicago, SunTrust Center à Orlando, Rondo I-B à Varsovie
- KPF ; Shanghai World Financial Center à Shanghai, 311 South Wacker Drive à Chicago, 900 North Michigan à Chicago, 225 West Wacker à Chicago
- Hellmuth, Obata & Kassabaum (HOK) ; Regions-Harbert Plaza à Birmingham (États-Unis), Tuntex Sky Tower à Kaohsiung (Taïwan), One Metropolitan Square à Saint-Louis, Thomas Eagleton Courthouse à Saint Louis (États-Unis).
- Pelli Clarke & Partners (César Pelli) ; tours Petronas en Malaisie, One Canada Square à Londres, Tour Unicredit à Milan, Key Tower à Cleveland, Bank of America Corporate Center à Charlotte, Wells Fargo Center à Minneapolis.
- Arquitectonica ; de nombreux gratte-ciel à Miami, Tour Mozart à Issy-les-Moulineaux, Sky Tower à Abou Dabi, Riviera TwinStar Square à Shanghai
- Pei Cobb Freed & Partners (Ieoh Ming Pei) ; U.S. Bank Tower à Los Angeles, tour de la Banque de Chine à Hong Kong, JPMorgan Chase Tower à Houston, Torre Espacio à Madrid, 225 South Sixth à Minneapolis
- Portman Architects (John Portman) ; Tomorrow Square à Shanghai, Embarcadero West à San Francisco, Renaissance Center à Détroit
- Smallwood ; Hearst Tower à Charlotte, Atlantic Center Plaza à Atlanta, The Atlantic à Atlanta.
- Schuman Lichtenstein Claman & Efron (SLCE) ; de nombreux gratte-ciel à New York dont 712 5th Avenue, The Epic, Tribeca Tower

#### Agences d'architecture européennes

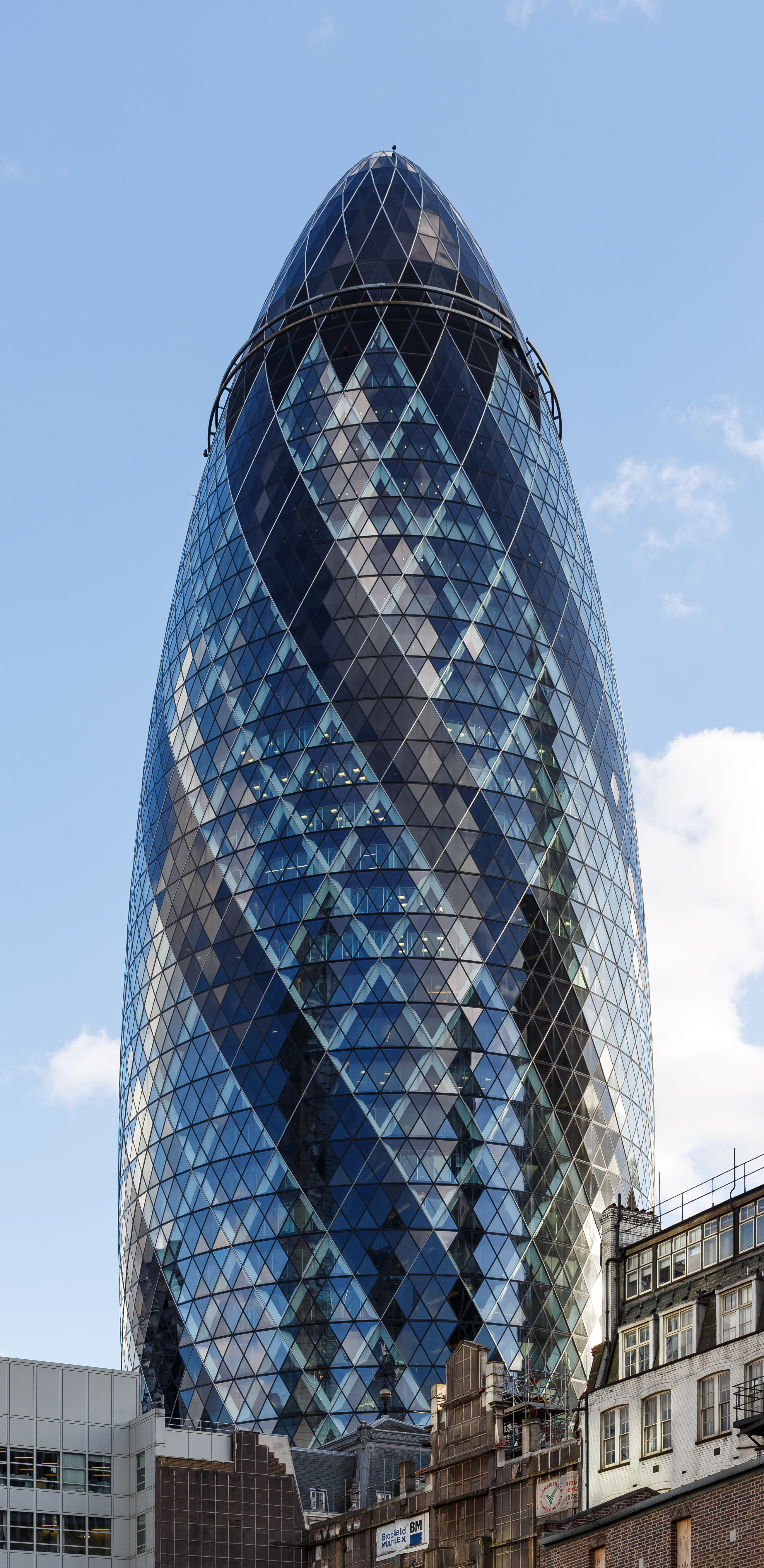
30 St Mary Axe à Londres, conçu par Norman Foster.

- ANPAR (Pierre Parat et Michel Andrault) ; Tour Totem à Paris, tours Société générale et tour Séquoia à La Défense
- AREP (filiale de la SNCF) ; tour financière Bitexco à Hô Chi Minh-Ville, Aspire Tower à Doha
- Arte Charpentier (Jean-Marie Charpentier) ; tour Oxygène à Lyon, Pullman Shanghai Skyway Hotel à Shanghai
- Jean Nouvel ; Kölnturm à Cologne, torre Agbar à Barcelone, Doha Tower à Doha
- Dominique Perrault ; Sky Barcelona à Barcelone, tours de la Cour de justice de l'Union européenne à Luxembourg, DC Towers à Vienne (Autriche)
- Christian de Portzamparc ; tour de Lille, tour Granite à La Défense, One57 à New York
- Valode et Pistre ; tour T1 à La Défense, tour Incity à Lyon, Hyatt Regency Sochi Hotel and Karat Apartments [22], Sochi, Russie
- Jean-Paul Viguier ; cœur Défense, Sofitel Chicago Water Tower à Chicago, tour Majunga à La Défense
- Aedas (Royaume-Uni) ; Ocean Heights 1 à Dubaï, The Venetian, AIG Tower à Hong Kong.
- Foster + Partners (Norman Foster) (Royaume-Uni) ; Hearst Tower à New York, 30 St Mary Axe, Willis Building, Al Faisaliah Center à Riyad.
- RMJM (Royaume-Uni) ; Gate to the East à Suzhou, Marina Heights Tower, Trident Grand Residence à Dubaï
- RSHP (Richard Rogers) (Royaume-Uni) ; 175 Greenwich Street à New York, Hotel Hesperia Tower à L'Hospitalet-Barcelone, Parc 1 à Séoul
- Gerkan, Marg und Partner (GMP) (Allemagne) ; près de 600 salariés, Sheraton Hotel Ankara à Ankara, UDC Time Buildings à Hangzhou en Chine, Shandong Port Building à Qingdao en Chine en 2022.
- Jahn (Helmut Jahn) (Allemagne-États-Unis) ; One Liberty Place à Philadelphie, Messeturm à Francfort, Cityspire, Park Avenue Tower à New York, Bank of America Tower à Jacksonville [23].
- ATP Frankfurt (anciennement appelée Novotny Mähner Assoziierte) (Allemagne) ; nombreux gratte-ciel à Francfort dont Büro Center Nibelungenplatz, Eurotheum, City tower à Offenbach.
- Ricardo Bofill Taller de Arquitectura, (Ricardo Bofill) ; (Espagne), Citadel Center, 77 West Wacker Drive à Chicago, Twin Center à Casablanca
- Santiago Calatrava (Espagne) ; TD Canada Trust Tower, Bay Wellington Tower à Toronto, Turning Torso à Malmö (Suède)
- Archizdrav (Russie) ; nombreux gratte-ciel à Moscou dont Wellhouse at Leninsky Prospekt, Leninsky Prospekt 116, Leninsky Prospekt 98-1
- Tromos (Russie) ; nombreux gratte-ciel à Moscou dont le Triumph-Palace, Aliye Parusa, Nordstar Tower

#### Agences d'architecture asiatiques

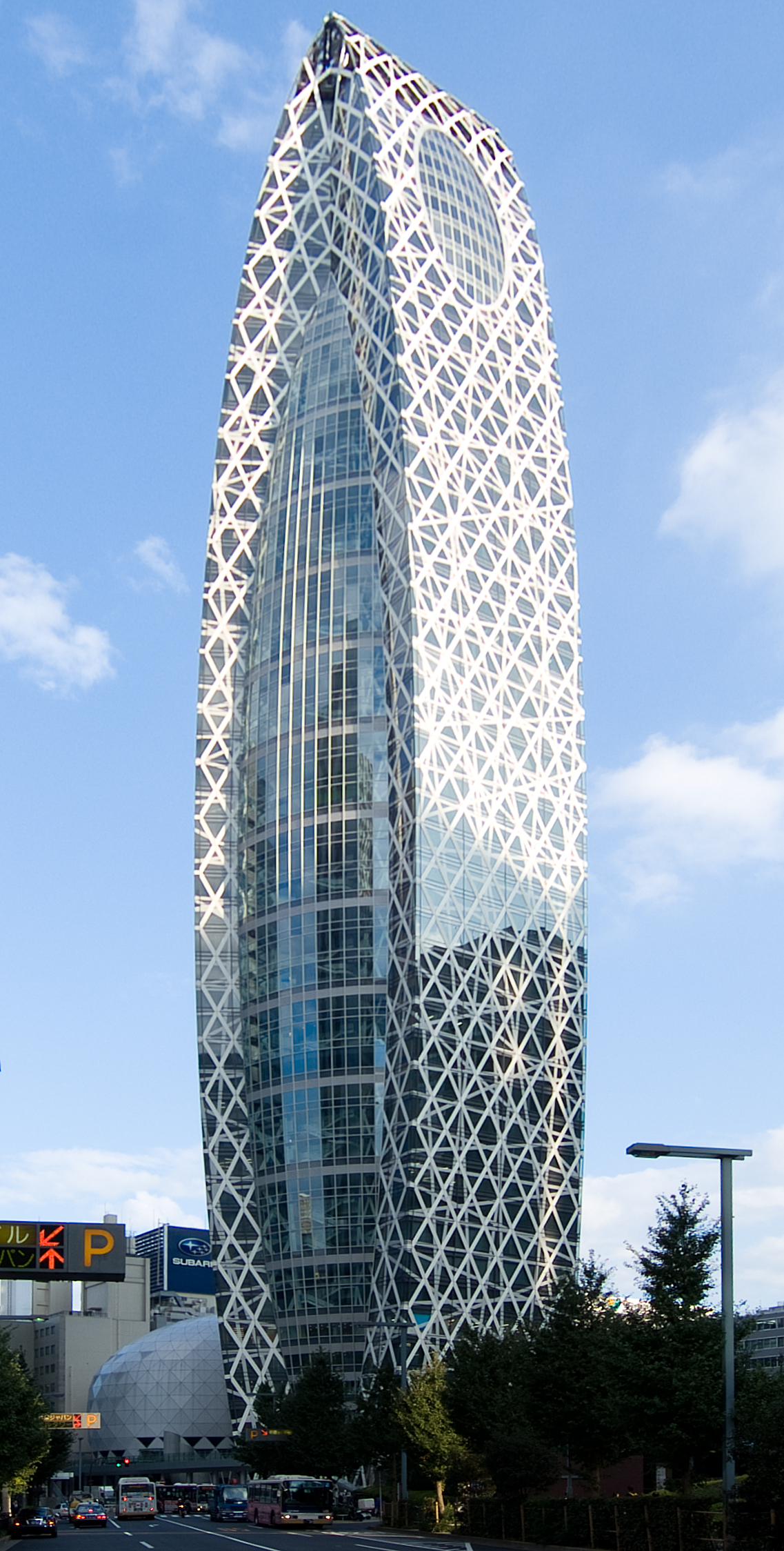
Mode Gakuen Cocoon Tower à Tokyo conçue par Tange Associates.

- DLN Architects (Hong Kong) ; Citic Plaza à Guangzhou, Central Plaza à Hong Kong, The Center à Hong Kong, Highcliff à Hong Kong, et très nombreux autres gratte-ciel dans tout le monde chinois.
- P&T Group (Hong Kong) ; The Harbourside à Hong Kong, Exchange Square à Hong Kong, Far Eastern Plaza à Taipei (Taïwan)
- Wong Tung (Hong Kong) ; Aigburth à Hong Kong, St Francis Towers, Enterprise Center Tower 1 aux Philippines
- Wong & Ouyang (Hong Kong) ; International Commerce Center, Langham Place Office Tower, The Cullinan Towers à Hong Kong.
- East China Architectural Design & Research Institute (ECADI) (Chine) ; Shanghai World Financial Center à Shanghai, Zhengzhou Greenland Plaza à Zhengzhou, Shaoxing Shimao Crown Plaza à Shaoxing
- DP Architects (Singapour) ; Wisma 46 à Jakarta, Berjaya Times Square à Kuala Lumpur, Parkview Square à Singapour
- Nikken Sekkei (Japon) ; Bank of China Tower à Shanghai, JR Tower à Sapporo, Kansai Electric Power Building à Osaka
- Nihon Sekkei (ja) (Japon) ; JR Tower à Sapporo, Act Tower à Hamamatsu, Kanayama Minami à Nagoya
- Taisei Corporation (Japon) ; Landmark Tower à Yokohama, Shinjuku Oak Tower à Tokyo, Menara Maybank à Kuala Lumpur
- Kajima Corporation (Japon) ; Tour NTT DoCoMo Yoyogi à Tokyo, Shiodome Media Tower à Tokyo, World Business Garden à Chiba
- Takenaka Corporation (Japon) ; Applause Tower à Osaka, The Tower Osaka à Osaka, Shin Kobe Oriental City à Kobe
- Kenzō Tange Associates (Japon) ; Tochō (Tokyo City Hall), Mode Gakuen Cocoon Tower à Tokyo, Bank of Shanghai Headquarters à Shanghai.
- Chu-yuan Lee (C.Y. Lee) (Taïwan) ; Taipei 101 à Taipei, Tuntex Sky Tower, Chang-Gu World Trade Center à Kaohsiung
- Hafeez Contractor (Inde) ; The Imperial, Tabrez Tower, ITC Grand Central à Mumbai

## Économie
La construction d’un gratte-ciel est très liée à la bonne santé économique de la ville ou de la région dans laquelle il est construit. Construire un gratte-ciel de 100 étages coûte plus cher que construire deux tours équivalentes de cinquante étages, principalement car sa durée de construction est deux fois plus longue, avec une plus forte immobilisation du capital. Les intérêts financiers peuvent représenter 40 % du coût de construction d’une tour de très grande hauteur.
En 1975 parait l'article "La dialectique de l'absurde – Vie et mort des gratte-ciel" rédigé par Manfredo Tafuri et publié en France dans la revue Architecture d'Aujourd'hui no 178 :
« par le fait même qu'il incarne les lois de l'économie concurrentielle et, par la suite, du système des "corporations", le gratte-ciel devient instrument - et non plus "expression" - d'une politique économique, sa valeur propre ne se définissant qu'en référence à cette politique. »
Le coût de construction d'une tour de 200 mètres de hauteur est le double de celui d'un immeuble classique de bureaux ; 4 000 euros HT/m² contre 2 000 euros. Ce surcoût s'explique par la nécessité de mettre davantage de matériaux pour résister au vent et au poids et aussi du fait de la nécessité de devoir monter ces matériaux très haut. Le respect des normes de consommation énergétique pour les très hautes tours est aussi très difficile. De plus une tour coûte en charge 20 à 30 % de plus, notamment du fait des ascenseurs et du coût de la sécurité.
Selon Adrian Smith, architecte américain et l’un des principaux concepteurs de gratte-ciel, la construction d’un bâtiment de très grande hauteur est donc difficilement voire rarement rentable. Pour cela, il faut être extrêmement vigilant à l’immobilisation du capital, à l’utilisation finale des locaux et surtout au contrôle des terrains aux alentours. En effet, la construction d’une très grande tour donne de la valeur au quartier environnant comme cela s’est produit par exemple avec le secteur de Pudong à Shanghai (Jin Mao Tower) ou à Canary Wharf à Londres (One Canada Square). La rentabilité économique d’une tour de très grande hauteur est donc à replacer dans une rentabilité globale sur plusieurs années d’un quartier ou d’une ville. D’où l’émergence des plus hautes tours actuelles dans des villes en plein développement, à la recherche de notoriété ou de visibilité et dans un pays ou région avec d’importants capitaux disponibles comme c’est le cas pour les émirats pétroliers du Golfe ou les provinces maritimes chinoises.
La construction d’un bâtiment de grande hauteur permettait aussi à l’entreprise qui l’occupait une rationalisation de son activité en regroupant tous ses salariés en un même lieu et une augmentation de sa notoriété et de son image. Ce fut le cas de la Willis Tower à Chicago anciennement appelée "Sears Tower" du nom de la société de vente par correspondance Sears Roebuck ou des tours Petronas à Kuala Lumpur qui abrite le siège de la compagnie pétrolière malaisienne Petronas . Le coût total d'un gratte-ciel de plus de 150 mètres de hauteur atteint souvent plusieurs centaines de millions de dollars, voire même plusieurs milliards pour les plus hauts.
Quelques exemples :
- Willis Tower, Chicago (États-Unis), 442 m, 1974, 950 millions de $
- Shanghai World Financial Center, Shanghai (Chine), 492 m, 2008, 850 millions de $
- Tour Granite, Paris La Défense, 184 m, 2008, 180 millions d'euros
- Tour CMA-CGM, Marseille (France), 147 m, 2009, 300 millions d'euros
- One World Trade Center, New York, 541 m, 2013, 3,1 milliards de $[27]

La société Emporis a par ailleurs dressé une liste de bâtiments les plus coûteux de l'histoire. Parmi les gratte-ciel on peut noter  :
1. One World Trade Center, New York, 541 m, 104 étages, 2014, 3,9 milliards de $
2. The Shard, Londres, 306 m, 73 étages, 2013, 1,9 milliard de $
3. The Palazzo, Las Vegas, 196 m, 53 étages, 2007, 1,9 milliard de $
4. Taipei 101, Taipei, Taïwan, 509 m, 101 étages, 2004, 1,76 milliard de $
5. Burj Khalifa, Dubaï, 828 m, 163 étages, 2010, 1,5 milliard de $
6. Bank of America Tower, New York, 366 m, 56 étages, 2009, 1 milliard de $
7. Chifley Tower, Sydney, Australie, 241 m, 50 étages, 1992, 1 milliard de $
8. Niagara Hilton Phase 2, Niagara Falls, Canada, 177 m, 58 étages, 2009, 1 milliard de $
9. SunTrust Financial Centre, Tampa, États-Unis, 160 m, 36 étages, 1992, 1 milliard de $

Il arrive parfois que les travaux soient interrompus pour des raisons financières. Ainsi à la suite de la crise financière d'automne 2008, les travaux ont été interrompus définitivement sur la Tour de Russie à Moscou et sur la Chicago Spire à Chicago.

### Crises financières
Une étude de la banque Barclays a relevé que l'achèvement des plus hauts gratte-ciel du monde coïncidait souvent avec une période de crise économique. Ainsi l'achèvement de la construction de l'Empire State Building et du Chrysler Building en 1930/1931 coïncide avec la grande crise économique des années 1930.
L'achèvement des tours jumelles du World Trade Center et de la Willis Tower aux États-Unis en 1973/1974 coïncide avec le début de la crise économique des années 1970. La fin de la construction des tours Petronas en Malaisie et de la Baiyoke Tower II en Thaïlande en 1997, plus hautes tours de ces pays et de la région, a coïncidé avec le début de la crise économique asiatique de 1997/1998. L'achèvement de la plus haute tour du monde à Dubaï en 2010, la Burj Khalifa a coïncidé à un mois près avec la crise financière de 2008/2009 .
Cela peut s'expliquer par le fait que la construction des plus hautes tours symbolise les excès des périodes de boom économique auxquelles succèdent des périodes de crise, le cycle étant particulièrement marqué dans l'immobilier, une activité d'investissement comme la construction aéronautique ou la construction navale.[réf. nécessaire]

## Variations géographiques

### Amérique du Nord

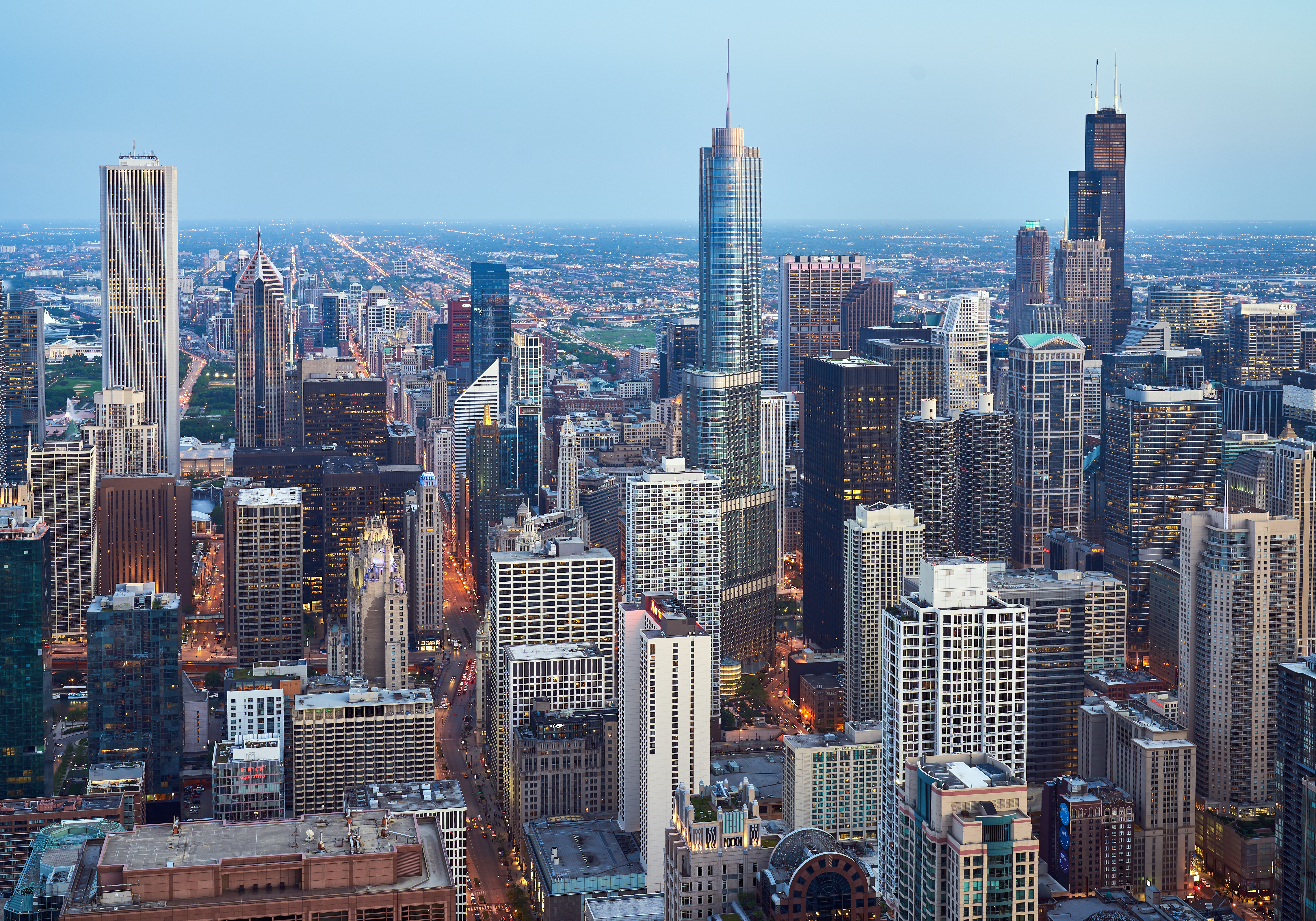
L'Aon Center, la Trump Tower et la Willis Tower depuis l'observatoire 360° Chicago du 875 North Michigan Avenue à Chicago (États-Unis).

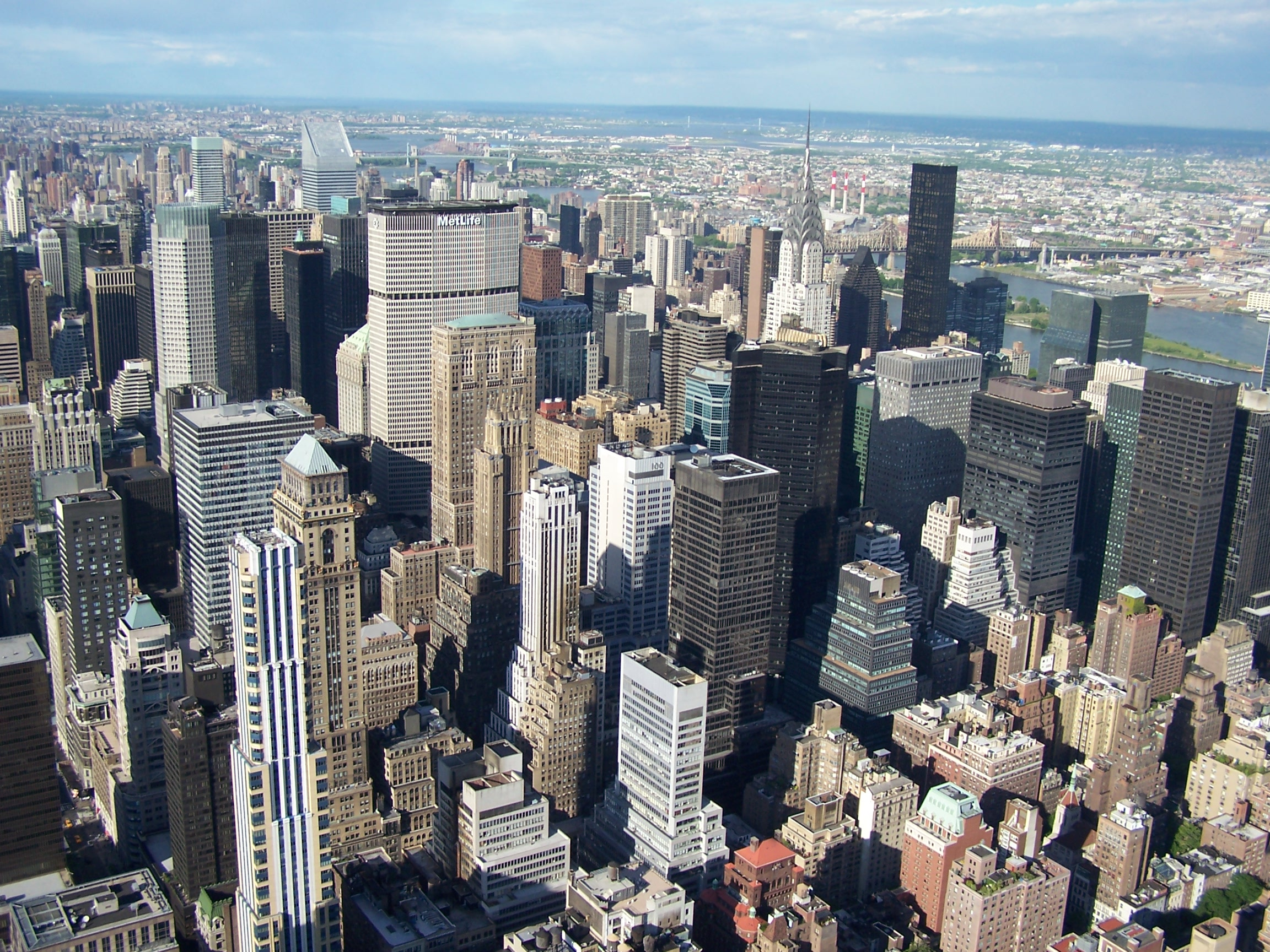
Le quartier d'affaires de Midtown depuis le 86e étage de l'Empire State Building, dans l'arrondissement de Manhattan à New York (États-Unis)

Le gratte-ciel est devenu un symbole des États-Unis, son pays d'origine. C'est là que se trouvait la majorité des plus hauts immeubles mondiaux jusqu'aux années 1980. Les constructions, qui avaient connu une éclipse durant les années 1940 et 1950, sont vigoureusement reparties dans les années 1960 et ont connu leur apogée dans les années 1980, notamment dans les États du Sud. Le rythme des constructions a diminué dans les années 1990 avant de repartir vigoureusement dans les années 2000 même si du fait du développement du télétravail la demande en espace de bureaux diminue depuis la Pandémie de Covid-19. Le rythme de constructions nouvelles est actuellement bien inférieur à celui de l'Asie, mais assez soutenu tout de même, et ce, en dépit du traumatisme qu'a représenté la destruction des tours jumelles du World Trade Center à la suite des attentats du 11 septembre 2001.
Les constructions se concentrent aujourd'hui dans les agglomérations de New York, Chicago, ainsi qu'au Texas, en Floride et dans l'agglomération de Seattle. New York n'est plus depuis longtemps la ville du monde ou il y a le plus de gratte-ciel, elle a été dépassée par Hong Kong et Shenzhen pour les immeuble de plus de 150 m de hauteur, mais c'est toujours la ville des États-Unis ou il se construit le plus de gratte-ciel chaque année avec des constructions qui débordent de plus en plus de Manhattan pour aller dans les "boroughs" voisins de Brooklyn et du Queens ainsi que dans la ville voisine de Jersey City de l'autre côté de l'Hudson (fleuve).
En Floride beaucoup d'immeubles de grand luxe donnant sur la mer sont construits pour accueillir notamment les retraités du nord de l'Amérique, mais aussi des investisseurs étrangers. Parmi les gratte-ciel de l'agglomération de Miami, on peut noter le Jade at Brickell Bay à Miami même, la Portofino Tower et l'ensemble Blue and Green Diamond à Miami Beach, le Trump Royale, le Trump international Sonesta Beach Resort à Sunny Isles Beach. Le grand magnat de l'immobilier, Donald Trump, est assez présent dans ces constructions avec des associés locaux. Miami est désormais l'agglomération américaine qui comprend le plus de gratte-ciel après New York et Chicago et devant Houston. Les gratte-ciel de l'agglomération de Miami sont souvent très récents, en 2023 sur les 50 plus hauts de l'agglomération, 48 ont été construits depuis l'an 2000 (voir Liste des plus hauts immeubles de l'agglomération de Miami). Beaucoup de gratte-ciel se sont construits ces dernières années dans les autres villes de Floride comme Jacksonville, Orlando, Tampa, St. Petersburg.
Au Texas, il y a de très grands gratte-ciel à Houston, dans l'agglomération de Dallas ainsi qu'a Austin où en 2024 le nombre de gratte-ciel en construction était le plus important des villes du Texas. Beaucoup de gratte-ciel texans remontent au début des années 1980 et au boom du pétrole. À l'époque, un nombre excessif de tours ont été construites, ce qui a provoqué la faillite de nombreuses banques qui les ont financées et un faible nombre de constructions pendant de longues années. Certains gratte-ciel texans approchent ou dépassent les 300 mètres de hauteur comme c'est le cas de la JPMorgan Chase Tower à Houston. En 2026 devrait être achevé le nouveau plus haut gratte-ciel du Texas qui sera l'immeuble Waterline situé à Austin et qui fera 311,5 m de hauteur.
De nombreux gratte-ciel ont également été construits à Las Vegas, une ville en plein boom dont la population est passée de 126 000 habitants en 1970 à 656 000 habitants en 2022. Ces immeubles sont très souvent associés à des casinos et de taille gigantesque. Le plus haut gratte-ciel de la ville est le Fontainebleau Resort Las Vegas inauguré en 2023 et qui mesure 224 mètres de hauteur.
À un moment, la Federal Aviation Administration, l'autorité fédérale américaine de l'aviation civile, a interdit la construction d'immeubles de plus de 600 mètres. Donald Trump, l'un des plus grands promoteurs mondiaux de gratte-ciel, qui envisageait la construction d'un immeuble de cette hauteur avant les attentats du 11 septembre, a abandonné de peur que cette nouvelle tour ne devienne une cible.
En juillet 2025, les villes des États-Unis (sans leur agglomération) où il y a le plus de gratte-ciel de plus de 150 m de hauteur sont d'après le CTBUH  :
| Rang | Ville                                   | Nombre de gratte-ciel |
| ---- | --------------------------------------- | --------------------- |
| 1    | New York                                | 317                   |
| 2    | Chicago                                 | 137                   |
| 3    | Miami                                   | 64                    |
| 4    | Houston                                 | 40                    |
| 5    | Los Angeles                             | 30                    |
| 6    | San Francisco                           | 26                    |
| 7    | Boston                                  | 25                    |
| 8    | Seattle                                 | 22                    |
| 9    | Dallas                                  | 20                    |
| 10   | Jersey City (agglomération de New York) | 18                    |

Au Canada, bien que l'espace ne manque pas, de nombreuses villes ont choisi de se développer verticalement. C'est le cas de Montréal, Vancouver, Calgary, Edmonton et surtout Toronto, une agglomération qui compte près de 400 gratte-ciel d'au moins 100 m de hauteur soit plus qu'à Chicago  avec des immeubles tels que la Scotia Plaza, le One King Street West, la Canada Trust Tower et des "supertall" de plus de 300 m de hauteur en construction (en 2024) tel que The One (Toronto) .
Au Mexique, malgré le risque sismique, de nombreux gratte-ciel ont été construits dans la capitale Mexico parmi lesquels la Torre Latinoamericana inaugurée en 1956, la Torre Mayor, la Corporativo Santa Fe 505, la Torre Empresarial Altiva.
Cependant la ville du Mexique où se trouve le plus haut gratte-ciel du pays n'est pas Mexico mais Monterrey. Dans cette ville se trouve le plus haut gratte-ciel du Mexique et d'Amérique latine, la Torre Obispado 1, un "supertall" haut de 305 mètres achevé en 2020. Elle sera largement dépassée par la Torre Rise, également située à Monterrey, dont l'achèvement devrait avoir lieu en 2026 et qui avec sa flèche fera 475 m de hauteur .

### Amérique du Sud
En Amérique du Sud, la construction de gratte-ciel est en plein essor au Brésil surtout depuis les années 1990 ainsi qu'au Panama. À Panama, il y a une extraordinaire frénésie de construction avec plus de 350 gratte-ciel d'au moins 100 mètres de hauteur en 2022 . Panama a l'une des plus fortes croissances économiques d'Amérique latine depuis l'an 2000 et la ville accueille beaucoup de retraités d'Amérique du Nord qui veulent profiter du soleil et d'une monnaie indexée sur le dollar américain. La conception des gratte-ciel de Panama - due parfois à des architectes locaux- est souvent audacieuse, comme c'est le cas du JW Marriott Panama haut de 293 mètres (le plus haut du pays) ou de la Bahia Pacifica.
Au Venezuela, à Caracas, on peut voir les tours jumelles du Complexe du Parque Central de 225 m de haut, construites en 1979 et 1984, mais la très grave crise économique que traverse le pays a interrompu les constructions de gratte-ciel depuis 2013.
En Colombie les gratte-ciel se sont multipliés à Medellin, Carthagène des Indes, Bogota, Bucaramanga. À Bogota figure le plus haut gratte-ciel de Colombie (plus de 200 m de hauteur) au sein du complexe BD Bacata.
Les gratte-ciel du Brésil se caractérisent par leur faible hauteur. Beaucoup de gratte-ciel brésiliens se concentrent à São Paulo, qui est la ville d'Amérique latine qui en comprend le plus, même si comme dans la plupart des autres villes du pays il n'y a pas de gratte-ciel qui y atteigne 200 mètres de haut du fait des règles d'urbanisme. Cependant la ville balnéaire de Balneario Camboriu dans le sud du pays fait exception avec une règlementation urbaine plus libérale et comprend des gratte-ciel de plus de 200 mètres de hauteur comme les Yachthouse Residence Club, les plus hauts gratte-ciel du Brésil qui ont été inaugurés en 2022, parmi la centaine de gratte-ciel de la ville .
Au Chili s'impose la plus haute tour d'Amérique du Sud, la Torre Gran Costanera qui a une hauteur de 300 mètres. À noter que son concepteur est César Pelli, qui fut en son temps, l'un des plus grands architectes de la planète, d'origine argentine. La quasi totalité des gratte-ciel du pays se situent dans la capitale Santiago ainsi que dans la ville portuaire d'Iquique dans le nord du pays.
En Argentine, malgré les difficultés économiques (inflation, dévaluations) de nombreux gratte-ciel ont été construits essentiellement depuis les années 1970 et à Buenos Aires, où se situe le plus haut gratte-ciel du pays, la Alvear Tower Puerto Madero inaugurée en 2019 et haute de 235 mètres. Buenos Aires comprend en 2022 plus de 130 gratte-ciel .
Caractéristique rare, on trouve en Amérique du Sud des gratte-ciel très anciens, construits dans les années 1940 tel l' Altino Arantes à São Paulo, les années 1930 (Prédio Martinelli à São Paulo), et même durant les années 1920 (Palacio Barolo à Buenos Aires ou Palacio Salvo à Montevideo).

### Asie du sud

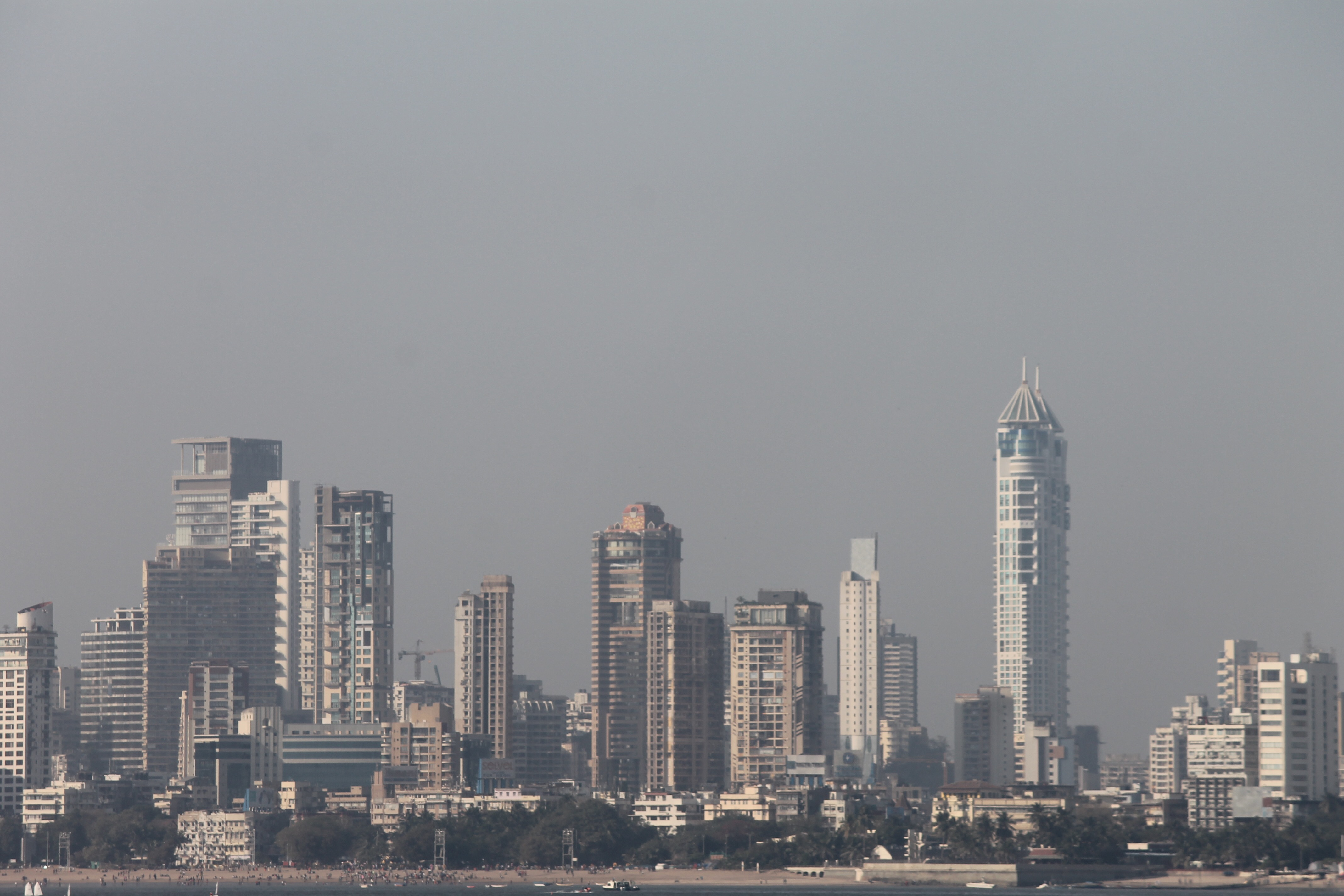
Skyline de Bombay

Des centaines de gratte-ciel ont été construits en Inde depuis 1970, surtout depuis l'an 2000, essentiellement à Bombay (Mumbai), dans l'agglomération de New Delhi, et dans une moindre mesure à Calcutta et à Chennai dans le sud du pays. Les gratte-ciel indiens ont souvent des formes symétriques, sont souvent de style post-moderne (une base, un fût et une coiffe) et abritent le plus souvent des logements. En 2025 un seul gratte-ciel indien, la Lokhandwala Minerva, situé à Bombay, atteint les 300 m de hauteur (c'est le plus haut du pays).
Au Pakistan les constructions de gratte-ciel ont été nettement moins nombreuses qu'en Inde et se concentrent surtout à Karachi ou il y a plusieurs dizaines de gratte-ciel dont les plus hauts du pays .
Au Sri Lanka plusieurs dizaines de gratte-ciel ont été construits à Colombo, la ville la plus importante du pays, avec des hauteurs pouvant dépasser les 200 m .
Au Bangladesh, les gratte-ciel se concentrent dans la capitale Dacca. Ils sont encore peu nombreux en 2025, mais plusieurs sont en construction.

### Asie de l'Est

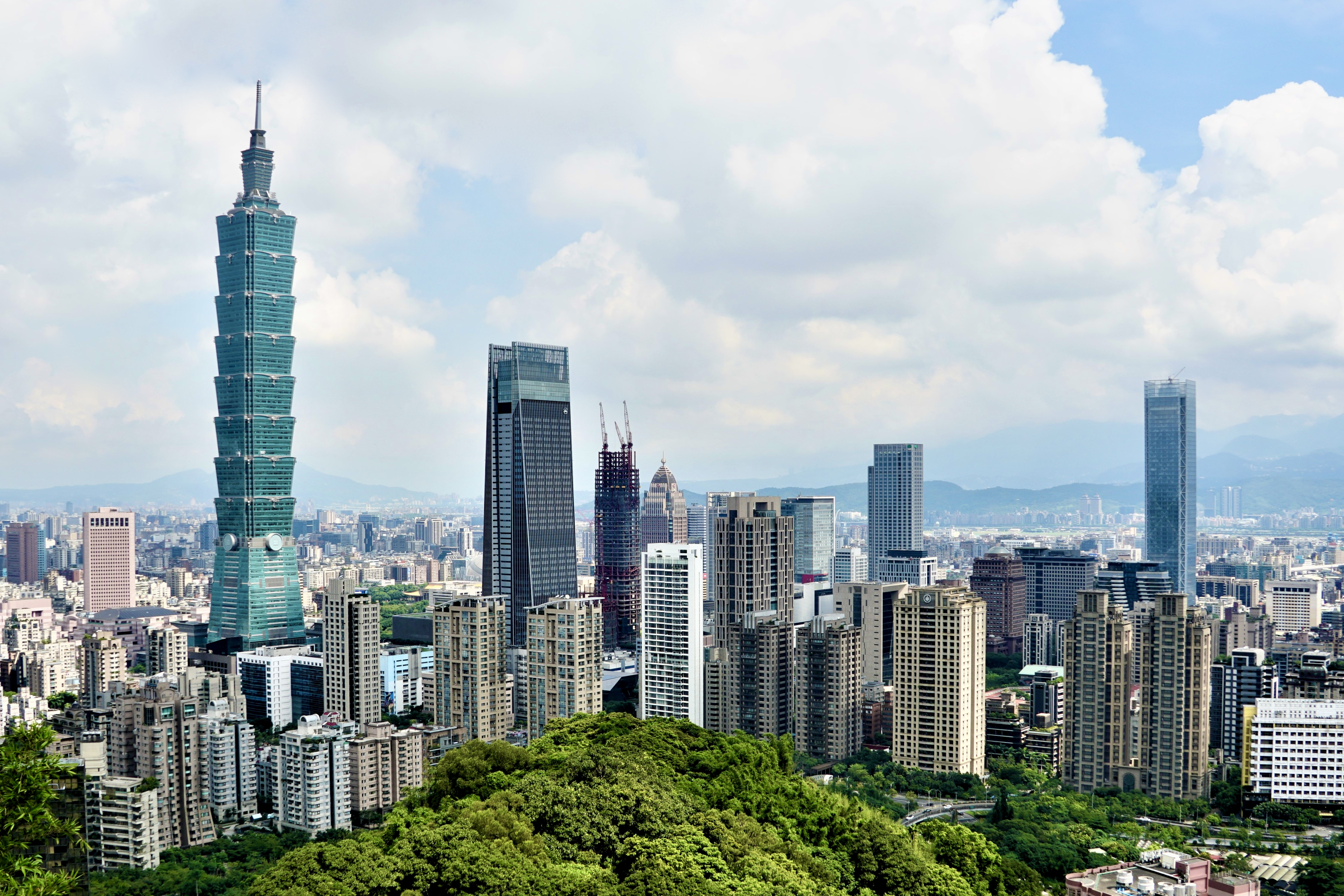
District de Xinyi, nouveau quartier d’affaires de Taipei (Taïwan), en développement depuis les années 1990.

C'est en Asie de l'est que se trouve désormais - et de loin - le plus grand nombre de gratte-ciel du monde. Les premiers gratte-ciel y remontent aux années 1950 à Singapour et en Chine.
Au Japon, le manque de place a poussé à la construction en hauteur, mais les risques sismiques imposaient d’importantes contraintes techniques. De ce fait, la construction de gratte-ciel y était assez limitée jusque dans les années 1980. Mais l'explosion du prix des terrains durant la décennie ont entraîné une très grande vague de constructions depuis les années 1990, avec des immeubles tels que la Landmark Tower située dans la banlieue de Tokyo à Yokohama, de 293 m de hauteur — ce qui en fait l'un des immeubles le plus haut du Japon, après le Tokyo Skytree .
Hong Kong est historiquement la ville du gratte-ciel dans le monde chinois, et elle est la ville comptant le plus d’immeubles de très grande hauteur dans le monde. On y compte plus de 3 000 immeubles d'une hauteur supérieure ou égale à 30 étages. Le plus haut gratte-ciel de la ville est l'International Commerce Centre de 484 m de hauteur. Les constructions se sont surtout multipliées à partir des années 1980. La prospérité et surtout le manque d’espace expliquent ce phénomène, puisqu'un peu plus de 7 millions de personnes vivent sur 1 000 km2. Parmi les gratte-ciel emblématiques de la ville, on compte le Two International Finance Center, la tour de la Banque de Chine, la Cosco Tower, le United Centre, le 1 Ho Man tin Hill Road. Néanmoins depuis l'achèvement de l'International Commerce Centre en 2010 il n'y a plus eu de construction de gratte-ciel "supertall" d'au moins 300 m de hauteur à l'exception de la Mong Kok Green Heart qui devrait être achevé en 2030 et qui fera 320 m de hauteur .
Le mouvement de construction continue à Hong Kong, mais il s’est surtout étendu à d’autres villes chinoises, où il est stimulé par la forte croissance urbaine et l’expansion économique. Les gratte-ciel sont un symbole de la réussite économique de villes telles que Shenzhen, Shanghai, Canton, Pékin ou Chongqing et beaucoup ont une esthétique spectaculaire, comme la Porte de l'Orient à Suzhou près de Shanghai, la Wuhan World Trade Tower dans le centre du pays ou encore le Moresky 360 à Wuxi. Les gratte-ciel chinois sont pour la plupart très récents. À l'exception de ceux situés à Hong Kong, quasiment aucun n'est antérieur à 1980.[réf. nécessaire]
Certains projets très importants ont été réalisés en Corée du Sud, comme la Lotte World Tower haute de 556 mètres achevée en 2017 et qui est non seulement le plus haut gratte-ciel du pays mais aussi l'un des plus hauts du monde. La plupart des gratte-ciel se concentrent à Séoul, une des villes de la planète qui en comporte le plus, ainsi qu'à Busan. La grande majorité des gratte-ciel sud-coréens abritent des logements et correspondent à des grappes de tours identiques ; tours jumelles, tours triples, quadruples, quintuples, etc....
En Corée du Nord, depuis 1987 a commencé la construction d'un "supertall", l'Hôtel Ryugyong, haut de 330 mètres sur 105 étages et qui n'est toujours pas achevé en 2025.
À Taïwan il y a en 2024 plus de 600 gratte-ciel  qui se concentrent essentiellement dans les trois plus grandes villes du pays, la capitale Taipei, Taichung dans le centre du pays, et Kaohsiung dans le sud. À Taipei se trouve le Taipei 101 qui, lors de son inauguration en 2004, était le plus haut gratte-ciel du monde. Ses ascenseurs aux formes aérodynamiques étaient également, à ce moment-là, les plus rapides du monde avec une vitesse de 61 km/h ! À Kaohsiung figure un gratte-ciel exceptionnel, la Tuntex Sky Tower de 348 m de hauteur achevé en 1997. Il est représentatif d'un style de gratte-ciel que l'on rencontre souvent à Taiwan ; des formes symétriques avec une grande recherche esthétique et souvent des références aux styles art-déco et beaux-arts français ainsi qu'à la culture chinoise .
Aux Philippines, la quasi-totalité des centaines de gratte-ciel du pays se concentrent dans l'agglomération de Manille, la capitale, et notamment dans la ville de Makati ou se concentrent beaucoup de sièges sociaux d'entreprises philippines. Cependant en 2025 les Philippines ne comportent pas de gratte-ciel qui atteint la barre des 300 m de haut, en service ou en construction .
Au Vietnam, il y a plusieurs centaines de gratte-ciel dont le plus ancien remonte à 1996, qui se concentrent essentiellement à Hô Chi Minh-Ville (Saïgon) et surtout à Hanoï. C'est dans cette ville que se trouve la Tour de Keangnam Hanoï Landmark inaugurée en 2012 et qui, avec ses 336 mètres, était alors la tour la plus haute du pays. Celle-ci se trouve maintenant à Hô Chi Minh-Ville, il s'agit du Landmark 81 et de ses 461 mètres de haut . On trouve également plusieurs dizaines de gratte-ciel dans les villes balnéaires de Da Nang et Nha Trang.[réf. nécessaire]
En Thaïlande, la très grande majorité des gratte-ciel se concentrent à Bangkok où ils se comptent par centaines et à Pattaya. À Bangkok il y avait en 2024, quatre gratte-ciel de plus de 300 m de hauteur  dont la Baiyoke Tower II, haute de 304 mètres (hors antenne), achevée en 1997, à la fin d'une période de croissance économique record, pendant laquelle de très (voire trop) nombreuses tours ont été construites.
La Malaisie a détenu pendant plusieurs années le titre du plus haut gratte-ciel du monde, avec les tours jumelles Petronas Twin Towers à Kuala Lumpur, construites en 1998 . Leurs toits n’atteint que 378 mètres, mais leurs mâts culminent à 452 mètres. Elles sont aujourd'hui dépassées par la Merdeka 118 haute de 644 mètres officiellement inaugurée le 10 janvier 2024 . C'est le deuxième plus haut gratte-ciel du monde. Les gratte-ciel se concentrent dans la capitale Kuala Lumpur, dans l'île de Penang sur la côte ouest du pays, où sont présentes de très nombreuses sociétés industrielles étrangères, ainsi que dans la ville de Johor Bahru en face de Singapour et dans la ville de Malacca près du détroit du même nom .
À Singapour, comme à Hong Kong, la forte densité de population a imposé la construction d'une multitude d'immeubles de grande hauteur. On y compte en effet près de 6 millions d'habitants sur un territoire réduit de 710 km2. Cependant, les autorités de la ville n'ont pas autorisé la construction de tours géantes de plus de 300 mètres de hauteur à cause des contraintes aéronautiques.[réf. nécessaire]
En Indonésie, l'écrasante majorité des gratte-ciel se concentre à Jakarta, la plus grande agglomération du monde où ils se comptent par centaines. Pendant 20 ans le plus haut gratte-ciel du pays a été la Wisma 46, haute de 250 mètres et la ville compte en juin 2024 deux gratte-ciel de plus de 300 m de hauteur .

### Moyen-Orient

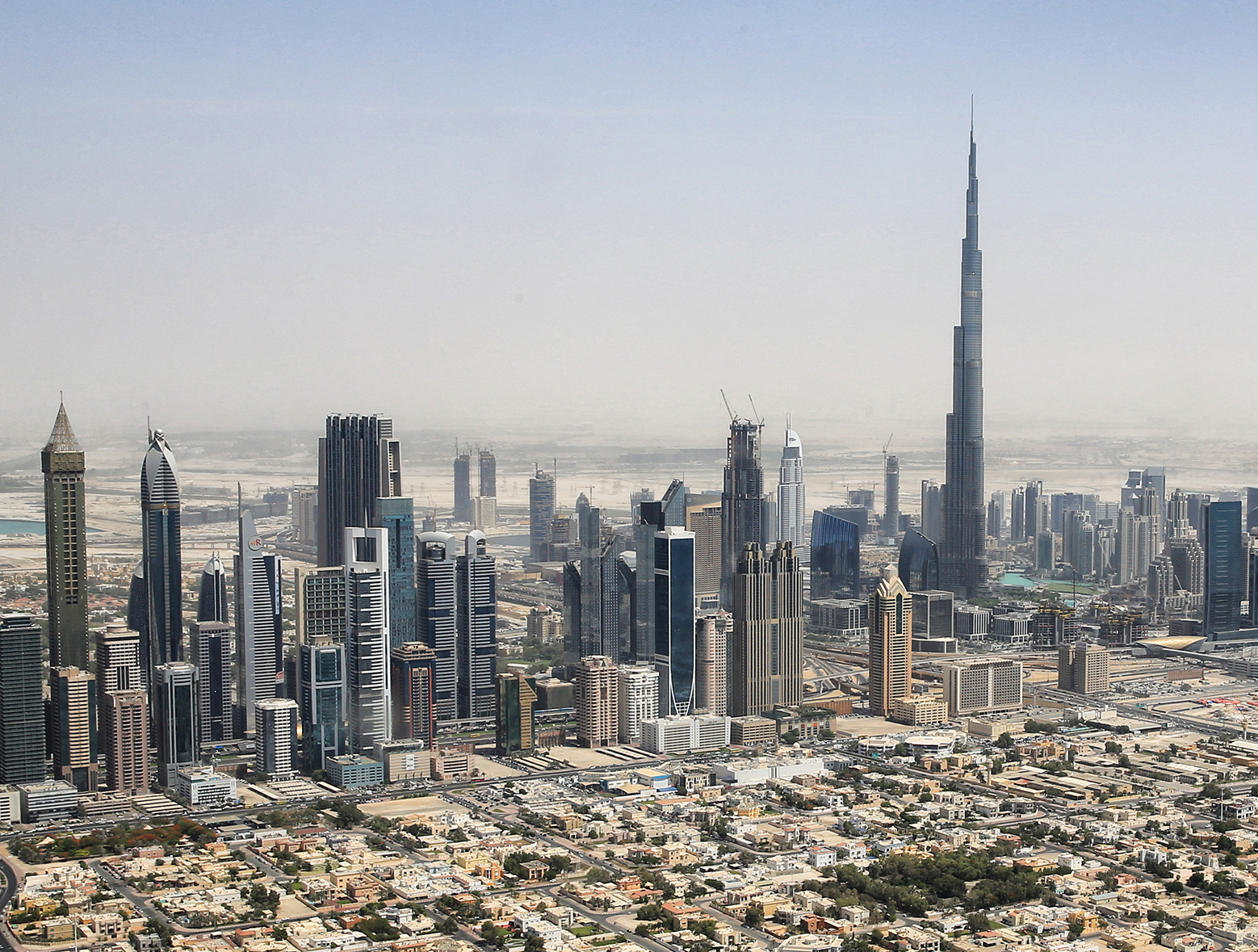
Gratte-ciel de Dubaï.

Dans le domaine des gratte-ciel, l’essor du Moyen-Orient est plus récent encore que celui de l’Asie, mais particulièrement marqué. Dans ces régions peu densément peuplées, la construction de gratte-ciel se justifie essentiellement par une volonté de prestige, de développement architectural et touristique. On y trouve donc des tours particulièrement hautes et spectaculaires.
Les Émirats arabes unis, et notamment Dubaï sont l'épicentre des gratte-ciel de la région. À Dubaï, la construction de gratte-ciel à vraiment commencé à partir du milieu des années 1990 avec à la fin de la décennie l'hôtel Burj-Al-Arab inauguré en 1999 et qui est l'un des hôtels les plus luxueux du monde. La construction de gratte-ciel n’est qu’un volet de grands projets visant à faire de l’émirat un centre de tourisme et d’affaires de premier plan. En 2024, Dubaï compte 28 immeubles de plus de 300 mètres de hauteur au toit  (par comparaison, il n'y en a que 14 à New York ). Parmi ceux-ci se trouve le spectaculaire Burj Khalifa, qui est le plus haut édifice du monde avec ses 828 m.
Beaucoup de gratte-ciel de Dubaï se caractérisent par une très grande recherche esthétique et certains sont très originaux. Par exemple, le Burj Al Arab (321 mètres) rappelle la forme d'une voile et est construit sur une île artificielle. La plupart des sommets des gratte-ciel de la ville ne sont pas occupés et n'ont qu'une vocation décorative : c'est par exemple le cas de l'Emirates Tower One, culminant à 355 m mais dont le dernier étage accessible est situé à une hauteur de 241 m.
Dubaï a servi d'exemple aux autres émirats tels que Abou Dabi, Ajman, Charjah, Fujaïrah et Ras el Khaïmah qui, eux aussi, se sont lancés dans la construction d'immeubles de grande hauteur, bien que peu d'entre eux atteignent les dimensions spectaculaires des plus hauts bâtiments de Dubaï. La construction de ces gratte-ciel se fait dans une large mesure avec des travailleurs venant d'Inde, du Pakistan et du Bangladesh. Leurs conditions de vie et de travail sont très dures (chaleur, soleil, horaires, bas salaires), parfois proches de l'esclavage, et les morts sur chantier et suicides sont nombreux.
Les constructions à Dubaï ont été très nombreuses ces dernières années. Il y avait en 2022 environ 900 immeubles d'au moins 100 mètres de hauteur (soit un nombre voisin de celui de New York) pour une agglomération (comprenant Sharjah et Ajman) de près de 6 millions d'habitants . D'après le CTBUH, en mai 2024, sur les 100 plus hauts immeubles en construction dans le monde, 5 le sont à Dubaï .
Les autres États du Golfe se sont également lancés dans la construction d'immeubles de très grande hauteur, mais sur une échelle plus modeste qu'à Dubaï. Au Qatar, Doha est la ville du golfe qui a le plus de gratte-ciel après Dubaï et Abou Dabi. D'autres très grands gratte-ciel ont été construits ou sont en construction à Manama, capitale de l'État de Bahreïn, ou dans la ville de Koweït. Dans celle-ci, la Al Hamra Tower de 412 mètres de hauteur, achevée en 2011, est la plus haute du pays .
En Arabie saoudite, des gratte-ciel spectaculaires ont été construits ou sont en construction, tels que le Kingdom Centre à Riyad ou l'Abraj Al Bait hôtel à La Mecque. La Kingdom Tower, située à Jeddah, devrait également devenir une des plus hautes tours du monde, ou même la plus haute : sa hauteur finale est tenue secrète, mais pourrait cependant dépasser les 1 000 mètres.
En Israël, la forte densité d'habitants et la croissance rapide de la population ont imposé la construction de plus d'une centaine d'immeubles de très grande hauteur. La plupart se situent dans l'agglomération de Tel Aviv où se trouve, à Ramat Gan, le plus haut gratte-ciel du pays, la Moshe Aviv Tower, haute de 244 mètres, achevée en 2001. Elle sera dépassée dans les années à venir par des gratte-ciel de plus de 300 mètres de hauteur, encore en construction en 2025 . La très grande majorité de ces édifices ont été construits depuis les années 1990. Certains sont assez originaux, comme la Sail Tower à Haïfa.
Au Liban, à Beyrouth les très nombreuses destructions durant la guerre civile ont imposé la reconstruction de la capitale. Beaucoup d'immeubles de grande hauteur ont été construits depuis le début du siècle, tels que la Marina Tower mais la très grave crise économique que connait le pays ont stoppé les constructions de gratte-ciel depuis 2021.

### Europe

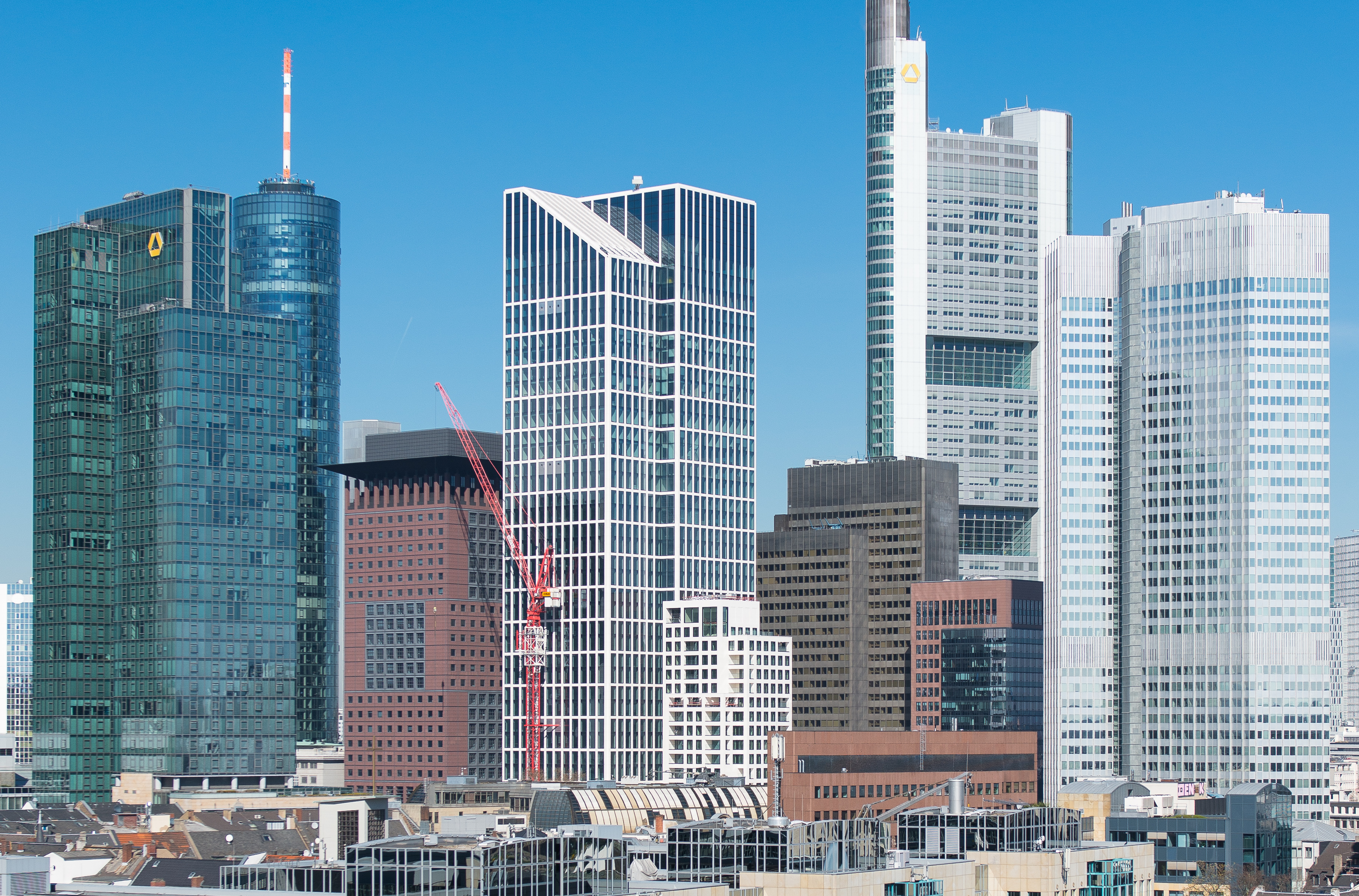
Quartier d'affaires de Francfort (Allemagne).

Le premier immeuble de plus de 100 mètres de hauteur en Europe est la Torre Piacentini, construite à Gênes en 1940, dans l'Italie mussolinienne. Mais c'est dans les années 1950 que commence vraiment la construction de tours de plus de 100 m de hauteur en Europe : en, Italie (Milan, Naples, Rimini , Cesenatico ), France (Amiens), Espagne (Madrid, Gijon ), URSS (Moscou), Pologne (Varsovie), Allemagne (Ludwigshafen ). Les constructions de tours se sont ensuite multipliées notamment en France, en Belgique, en Allemagne et Grande-Bretagne, mais elles ont été très décriées. Beaucoup de villes limitent donc la construction d’immeubles de grande hauteur pour préserver le paysage urbain traditionnel. Des quartiers de gratte-ciel de bureaux ont donc été construits plus en périphérie : la Défense en banlieue parisienne, le Quartier Nord de Bruxelles et plus récemment Canary Wharf dans l’Est londonien ou Moskva-City à Moscou. Des tours de logements sociaux ont également été construites dans des zones périphériques, mais leur hauteur est insuffisante pour que l’on puisse parler de gratte-ciel.
Le plus haut gratte-ciel du continent européen est de loin le Lakhta Center situé à Saint-Pétersbourg en Russie qui avec ses 462 m de hauteur a été achevé en 2019.

#### France

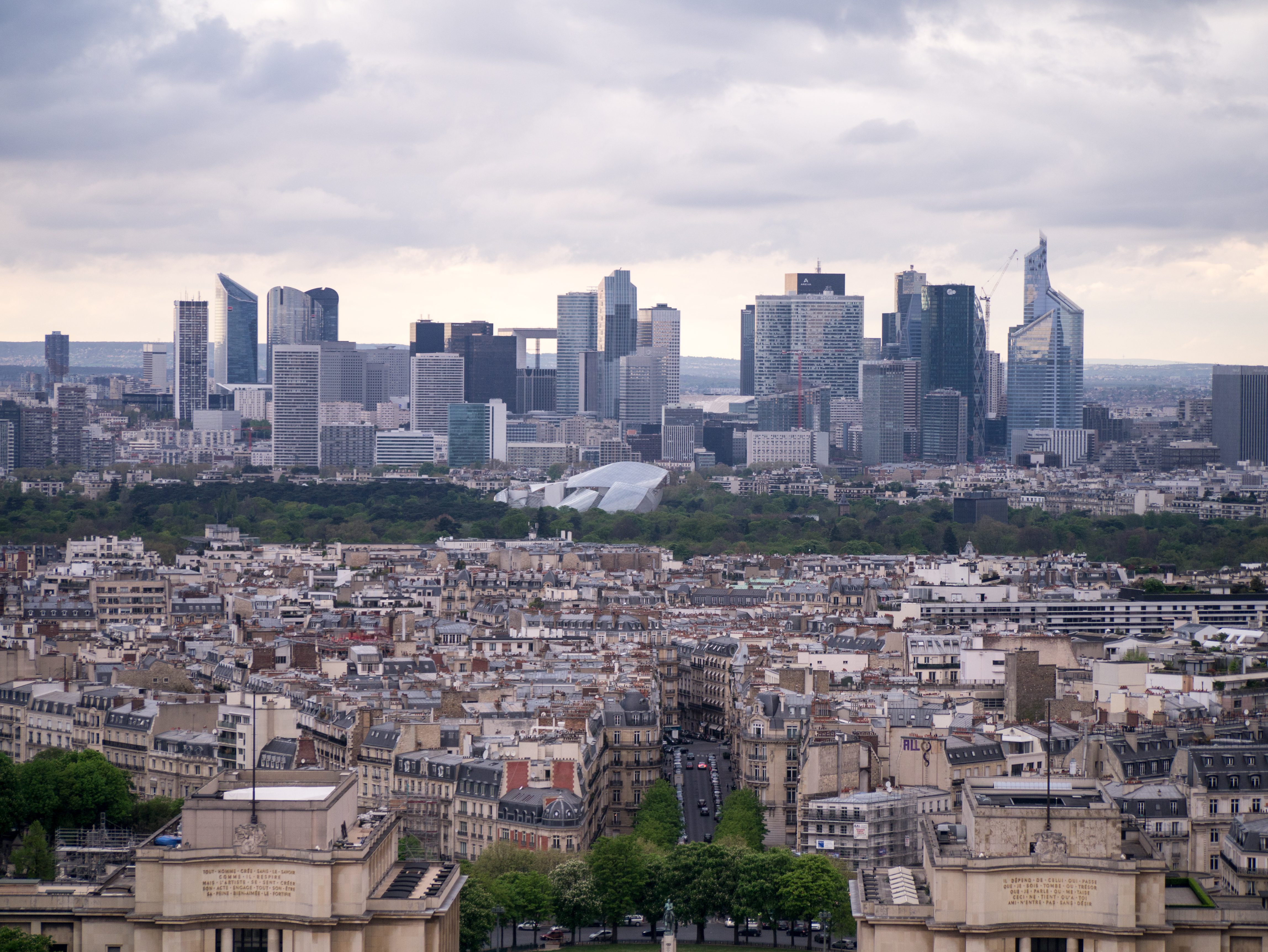
La Défense près de Paris.

En France, l'une des premières tentatives pour construire des immeubles d'habitations de grande hauteur remonte en 1934, à Villeurbanne dans l'agglomération lyonnaise. La construction du quartier des Gratte-Ciel à l'initiative du maire de l'époque, Lazare Goujon, était un ambitieux programme d'immeubles atteignant jusqu'à 17 étages et 65 mètres, ce fut le premier gratte-ciel de France et l'un des tout premiers gratte-ciel du continent européen. Dans les années 1930 également, l'architecte Le Corbusier développa des projets de gratte-ciel dans l'île de la Cité à Paris.
En 1952 fut achevée la tour Perret à Amiens. Haute de 104 mètres. À partir des années 1970, de nouvelles tours furent érigées comme Les Horizons (haute de 100 mètres) à Rennes. Mais c'est surtout en région parisienne, dans le quartier de La Défense, à partir des années 1960, que commencèrent à grande échelle les constructions de gratte-ciel avec, par exemple en 1970, la Tour Les Poissons. Au début des années 1970, dans Paris même, de très nombreuses tours sont lancées dans les 13e, 14e, 15e, 17e, 19e arrondissements.

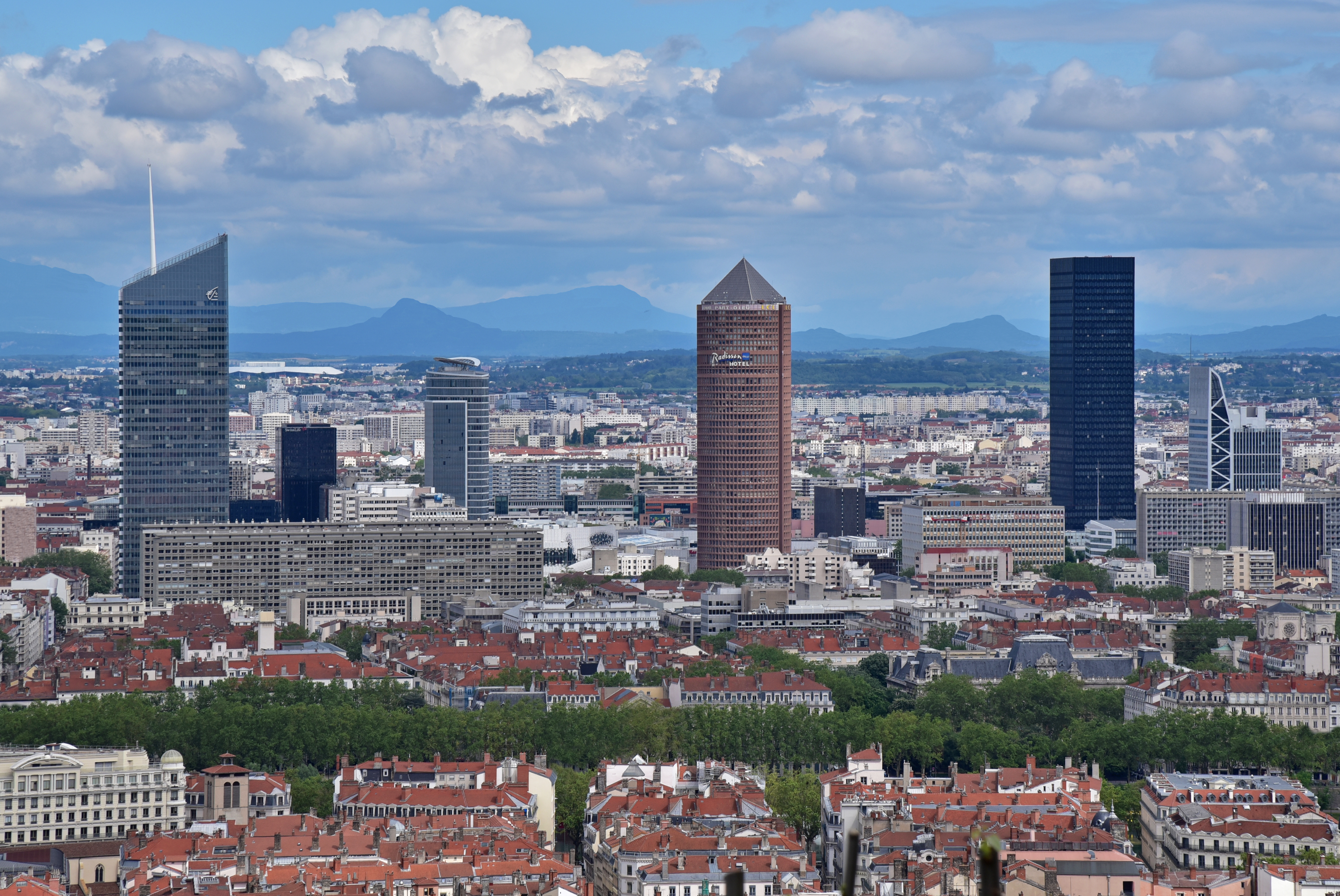
Les tours de la Part-Dieu à Lyon.

Tours d'habitations essentiellement, mais aussi tours de bureaux comme la Tour Montparnasse achevée en 1973, qui, avec ses 210 mètres de hauteur, fut à son époque le plus haut bâtiment d'Europe. À la fin des Trente Glorieuses, en 1974, la région parisienne était de très loin l'agglomération européenne comportant le plus de gratte-ciel. Mais beaucoup de Parisiens étaient hostiles aux tours. Les autorités en limitèrent les possibilités de construction dans Paris même. La Tour Montparnasse est le plus haut gratte-ciel de Paris intra-muros. En effet, en 1977, la hauteur maximale des constructions dans Paris a été fixée à 25 mètres dans les arrondissements du centre et 37 mètres aux alentours, notamment sous l'impulsion du président français de l'époque, hautement hostile aux tours : Valéry Giscard d'Estaing.
Dans le quartier d'affaires de La Défense, la construction de gratte-ciel a été relancée à partir de 2006 mais la crise économique de 2008-2010 a remis en cause ou retardé certains des projets, comme le complexe Hermitage Plaza. La Défense comprend en 2024, 40 gratte-ciel, plus un en construction, The Link qui sera inauguré en 2025 pour abriter le siège de TotalEnergies et qui avec ses 242 mètres sera le plus haut gratte-ciel de France. D'autres gratte-ciel ont été approuvés bien que le taux de vacance des bureaux y soit élevé depuis la pandémie de Covid-19.
En dehors de Paris, Lyon compte depuis 2023 cinq immeubles de plus de 100 mètres de hauteur : la tour Part-Dieu (anciennement tour du Crédit lyonnais), haute de 165 mètres, inaugurée en 1977, la tour Oxygène avec ses 115 mètres, achevée en 2010, la tour Incity - la plus haute de la ville - achevée en 2015, la Tour Silex 2 achevée en 2021, la tour To-Lyon inauguré en 2023. Le maire écologiste de Lyon, Grégory Doucet, élu en 2020, a mis un terme à la construction de gratte-ciel au nom de la défense de l'environnement.
La ville de Marseille possède aujourd’hui trois gratte-ciel dont le plus ancien est Le Grand Pavois construit en 1975. Dans le cadre du projet Euroméditerranée deux autres gratte-ciel ont été construits dans les années 2010, La tour CMA-CGM (aussi appelée French Line ou tour Jacques-Saadé) d'une hauteur de 147 mètres qui est la plus haute de la ville et la Tour La Marseillaise.
On trouve des tours de plus de 100 mètres également à Lille (Euralille), Amiens (tour Perret), Nantes (Tour Bretagne), Rennes (Les Horizons), Mulhouse (tour de l'Europe). À Toulouse, la tour Occitanie, haute de 153 mètres, est prévue dans le futur quartier d'affaires Toulouse Euro-Sud-Ouest.

#### Allemagne
En Allemagne, la capitale des gratte-ciel est Francfort-sur-le-Main, parfois surnommée Mainhattan. Le centre-ville ayant été détruit pendant la guerre, des terrains ont été libérés. Parmi les gratte-ciel emblématiques de la ville, la Messeturm (tour de la foire) conçue par l'architecte d'origine allemande Helmut Jahn et la Commerzbank Tower qui, à sa construction, était la plus haute tour de l'UE avec ses 259 m. Beaucoup de ces tours abritent des banques (la Banque centrale européenne a son siège dans un gratte-ciel de Frankfort), des compagnies d'assurances et des compagnies financières liées à la bourse de Francfort, l'une des plus importantes d'Europe, après Londres et Paris.
Cependant en dehors de Frankfort, Berlin, Cologne, Munich les gratte-ciel sont relativement rares en Allemagne, les autorités après les destructions de la seconde guerre mondiale ayant préféré reconstruire les villes selon un urbanisme plus traditionnel.

#### Royaume-Uni

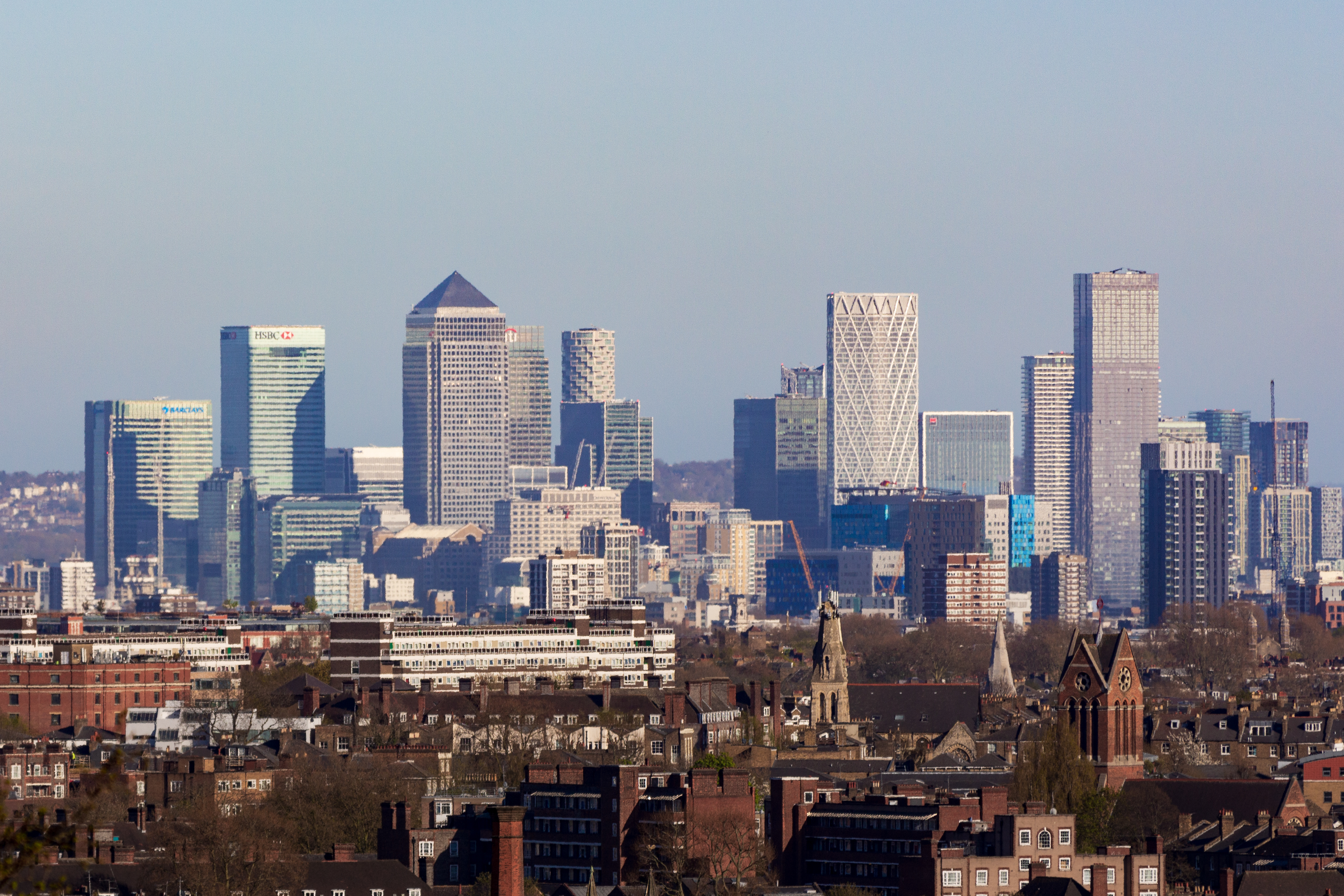
Les gratte-ciel du quartier d'affaires de Canary Wharf à Londres.

Au Royaume-Uni, les tours se situent essentiellement à Londres, où le développement du quartier Canary Wharf, au début des années 1990, a relancé leur construction. Parmi les dernières tours construites, la Heron Tower (haute de 242 mètres), la Shard London Bridge (310 mètres soit la hauteur de la tour Eiffel), inaugurée en 2013 et qui est le plus haut gratte-ciel d'Europe occidentale. Plusieurs dizaines de nouvelles tours sont prévues dans les années à venir dans l'agglomération londonienne. Depuis l'an 2000 des gratte-ciel ont été également construits dans des villes moyennes comme Leeds, Manchester, Swansea (The Tower at Meridian Quay), Sheffield, Liverpool (West Tower), Birmingham (10 Holloway Circus).

#### Belgique
La Belgique a fait partie des tout premiers pays européens à construire des gratte-ciel. Les premières tours sont apparues dans les villes Belges en 1930 avec la Tour des Paysans (Boerentoren en Néerlandais) à Anvers haute de 87,5 mètres, suivi de la Résidence de la Cambre à Bruxelles. En 1958, Bruxelles accueille l'Exposition Universelle, et fait construire pour l'occasion le Centre International Rogier, un immense complexe de logements et de bureaux et commerces intégrant une tour de 117 mètres de haut appelée « Tour Martini » puis Tour Rogier, inaugurée en 1960 et rasée en 2001 . Depuis l'exposition universelle jusqu'à la fin des années 1980, Bruxelles est victime de la « Bruxellisation », terme dédié qui définit d'immenses chamboulements urbanistiques ou des quartiers entiers sont rasés pour laisser place à d'importants projets immobiliers modernes comme le projet « Manhattan » (le World Trade Center de Bruxelles, le Manhattan Center), ou d'autres projets de tours qui feront apparaître des gratte-ciel qui sont éparpillés dans tous les coins de la capitale belge (la Tour du Midi, la Finance Tower, la Tour ITT…). Bruxelles compte ainsi une quinzaine de tours d'une hauteur moyenne de 120 mètres, concentrées dans le quartier d'affaires Nord (Voir Liste des plus hauts bâtiments de Bruxelles). Le gratte-ciel le plus haut de la ville et du pays reste la tour du Midi depuis sa construction en 1967.

#### Russie

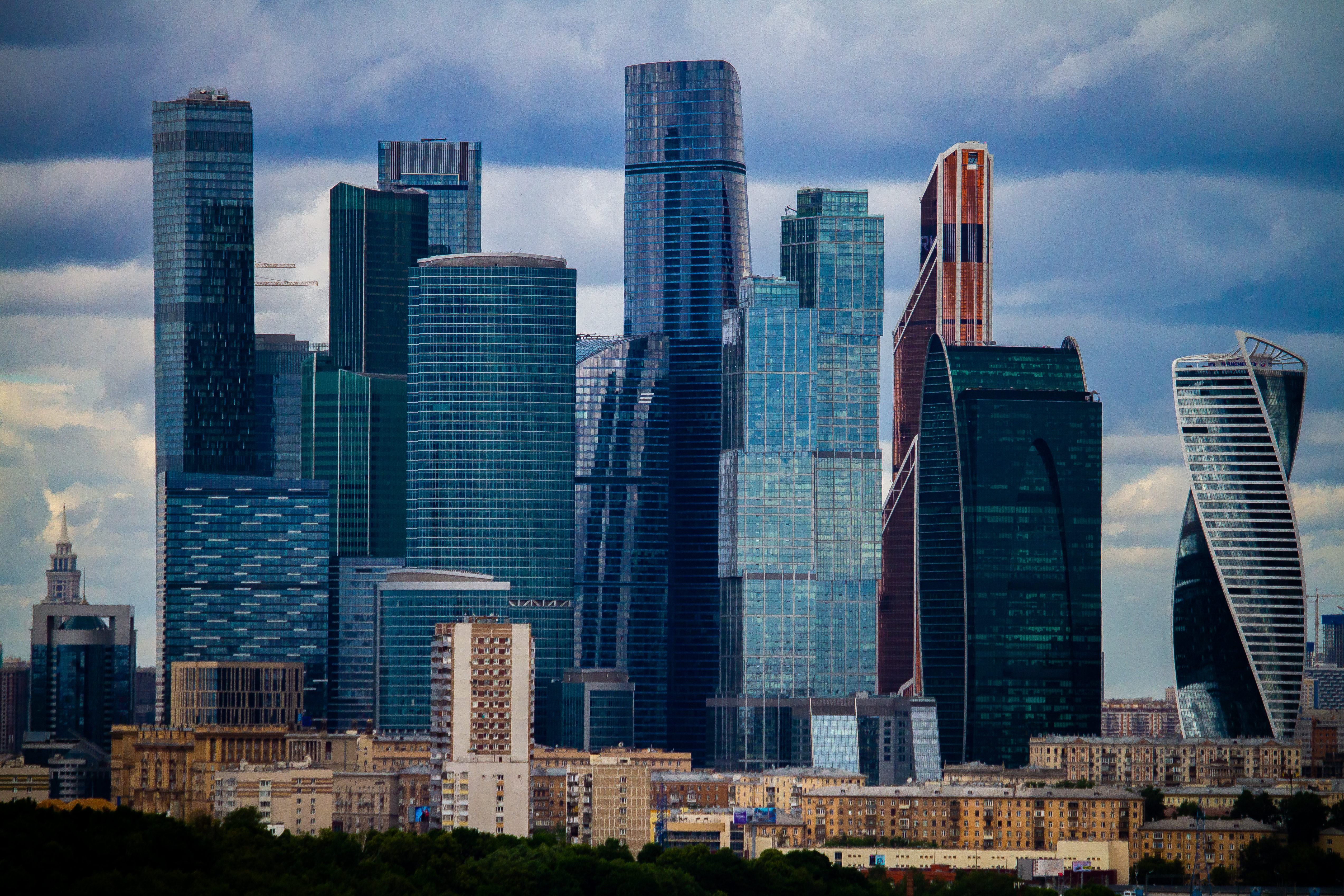
Les gratte-ciel de Moskva-City à Moscou.

En Russie, les premiers grands gratte-ciel furent bâtis dans les années 1950 : les sept « gratte-ciel staliniens » dépassent 130 mètres de hauteur, dans un style unique appelé "style stalinien". Plus récemment, le développement de l'économie et le manque d’espace moderne de bureaux ont entraîné la construction de très nombreux gratte-ciel. Moscou est désormais la ville d'Europe qui compte le plus de gratte-ciel : la ville compte plus d'une cinquantaine de tours dépassant 150 mètres et plus de 230 immeubles de plus de 100 mètres de hauteur, la plupart construits depuis l'an 2000. En 2022, quatre des cinq plus hauts gratte-ciel d'Europe sont situés à Moscou, en particulier dans le quartier d'affaires Moskva City. Certains sont très ambitieux, comme la tour Vostok, haute de 374 mètres sur 97 étages.
Dans les autres grandes villes, de nombreux projets sortent de terre, à Saint-Pétersbourg avec le Lakhta Center) qui est depuis 2019 le plus haut gratte-ciel du continent européen, à Samara (Ladya 2), à Iekaterinbourg (Antey-3), à Saratov, à Volgograd (Les voiles de la Volga), à Oufa (Tour de la banque Uralsib), à Vladivostok. Les gratte-ciel russes se caractérisent souvent par une grande originalité, à l'exemple de la Paveletskaya Tower à Moscou. D'autres gratte-ciel perpétuent le style stalinien comme le Triumph-Palace, construit en 2005, ou l'Edelweiss construit en 2003. Presque tous ont été conçus par des architectes russes.

#### Italie
En Italie, il y a peu de gratte-ciel. Ils se concentrent à Naples et à Milan. À Milan, des gratte-ciel ont été construits dans les années 1950, époque où on en construisait très peu dans le monde (cas de la tour Pirelli). La tour Unicredit, par ses 218 mètress est la plus haute tour depuis son achèvement en 2012. D'autres sont en construction, comme les trois tours du centre City Life (entre 170 et 218 mètres), ou la tour de la mode de 220 mètres. Plusieurs projets sont en train de prendre forme ou déjà réalisés, comme la tour du Palazzo Lombardia de 167 mètres de hauteur.

#### Finlande

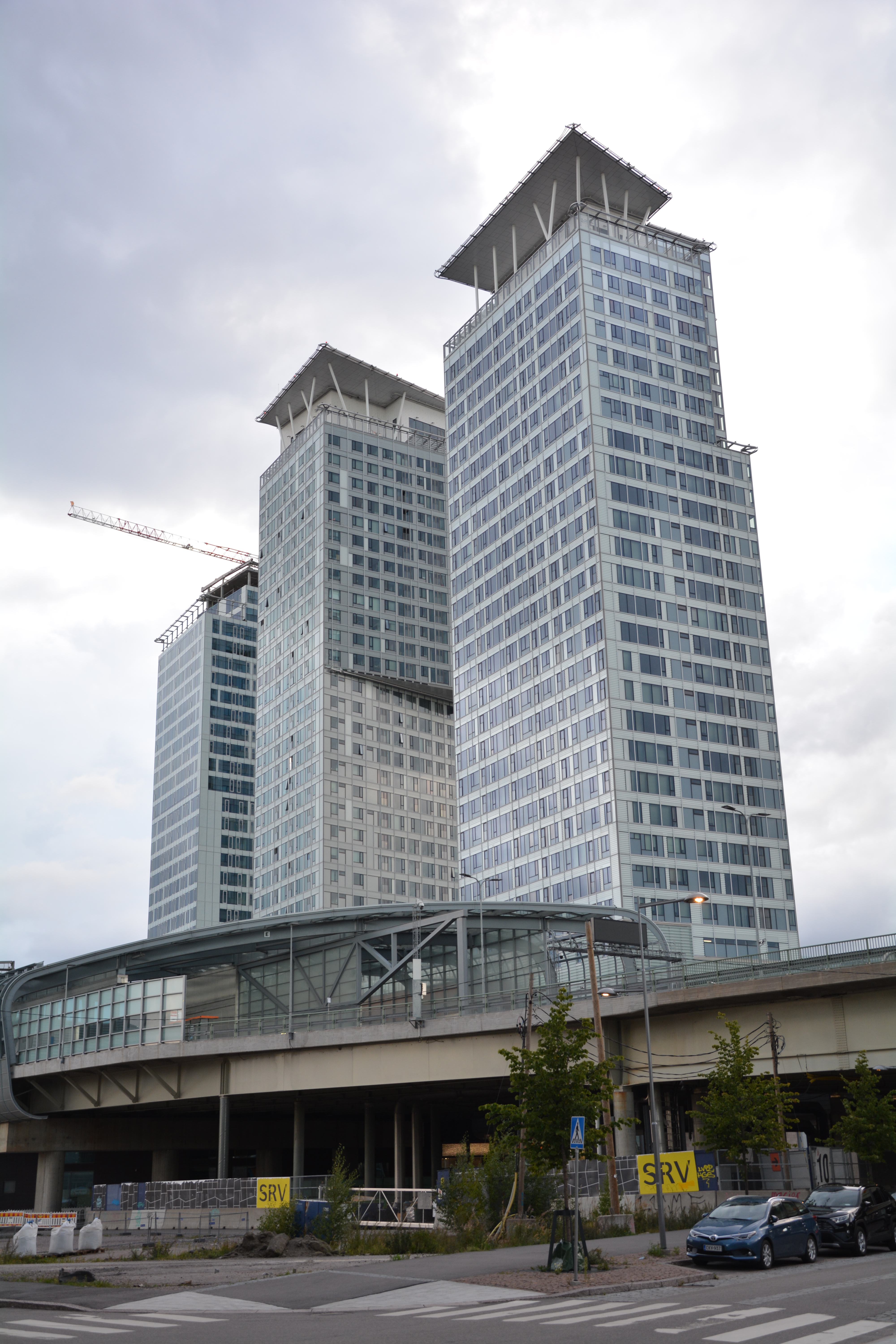
Les gratte-ciel du quartier de Kalasatama à Helsinki ont été construits près du centre commercial Redi.

En 2019, le premier gratte-ciel a été achevé en Finlande, au Kalasatama d'Helsinki, près du centre commercial Redi. Le bâtiment, appelé Majakka, est le premier des huit tours prévues.

#### Pays-Bas
Aux Pays-Bas, à partir des années 1990, un grand nombre de gratte-ciel ont été construits, en particulier à Rotterdam (tour de la Meuse, tour Millenium) à Amsterdam (tour Rembrandt) et à La Haye, où se trouve un gratte-ciel qui a remporté un prix d'architecture (le Emporis Skyscraper Award), le Het Strijkijzer.

#### Espagne
En Espagne, le boom immobilier des années 1980/2000 a entraîné la construction de nombreux d'immeubles de grande hauteur, notamment dans les cités balnéaires telles que Benidorm, Villajoyosa ainsi que dans la capitale Madrid où par exemple quatre gratte-ciel de plus de 200 mètres de hauteur ont été inaugurés en 2007 et 2008 dont le plus haut du pays la Torre de Cristal (249 m de hauteur). Cependant l'éclatement de la bulle immobilière en 2008 a considérablement freiné la construction de nouveaux gratte-ciel.

#### Pologne
En Pologne, les gratte-ciel se concentrent à Varsovie, où se trouve notamment le Palais de la culture et de la science de style stalinien.

#### Turquie
À Istanbul plusieurs centaines de gratte-ciel  ont été construits depuis les années 1990 avec des réalisations emblématiques comme la Isbank Tower 1 (181 mètres) et le Sisli Plaza. En 2017, ont été achevées les tours du complexe Skyland Istanbul, qui sont les plus hautes du pays (284 mètres) de par la hauteur du toit. Par ailleurs plus d'une centaine de gratte-ciel ont également été construits dans la capitale du pays Ankara  et plus d'une vingtaine à Izmir, troisième agglomération du pays.

### Afrique

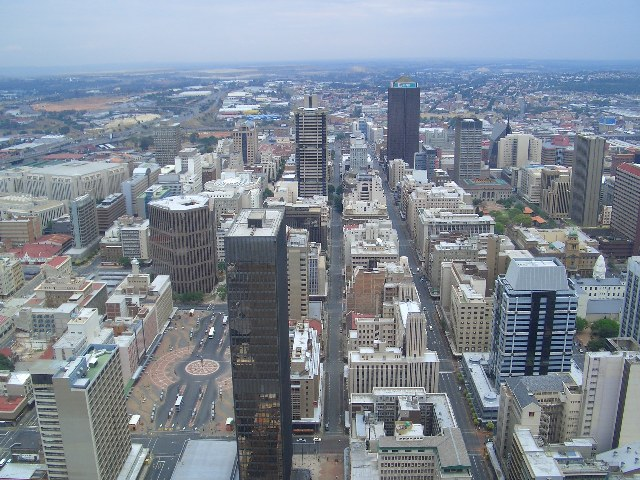
Centre-ville de Johannesbourg vue du Carlton Centre (Afrique du Sud).

La première tour de plus de 16 étages à avoir été construite en Afrique est l'immeuble Liberté, d'une hauteur de 78 mètres et de 17 étages, conçue par l'architecte suisse Léonard René Morandi et achevée en 1950 à Casablanca, au Maroc. À noter qu'il y avait d'autres gratte-ciel de 13, 14 et 15 étages dans plusieurs pays d'Afrique dont le Maroc. Au Maroc, certaines villes contiennent des IGH et gratte-ciel : Rabat, Casablanca, Tanger principalement. La Marina de Casablanca, en construction, aura des tours de 150 m et plus, tout comme dans la nouvelle cité financière à Anfa Park où est prévue la construction de plusieurs gratte-ciel de plus de 200 mètres de hauteur notamment celle de BMCE Bank ainsi que d'une tour de 554 mètres (Nour Tower) battant ainsi le record de hauteur au Maroc et du Maghreb détenu par les Twin Tower de Casablanca 120 m et d'Afrique. La Tour Maroc Telecom, construite par l'architecte Jean-Paul Viguier avec 21 étages, possède environ 150 m si l'on comprend l'antenne, Tanger compte plusieurs projets d'IGH notamment Tanger City Center et la Perle de Tanger.
L'Égypte abrite le plus ancien gratte-ciel du continent africain, le Belmont Building achevé en 1954 . Plusieurs dizaines de gratte-ciel ont été construits depuis, notamment à Alexandrie, dans la ville nouvelle de New Alamein, et surtout au Caire, mais peu dépassent les 150 mètres. Dans la Nouvelle capitale administrative égyptienne, plusieurs gratte-ciel sont construits ou en construction, dont celui qui est depuis son achèvement en 2024 le plus haut du continent africain, l'Iconic Tower, haut de 394 m.
En Côte d'Ivoire, le quartier du Plateau d'Abidjan se distingue par ses nombreux gratte-ciel (essentiellement bâtis pendant la période du « miracle ivoirien » des années 1970) qui abritent principalement les bureaux de divers ministères et agences étatiques. L'image de ces hauts bâtiments qui se détachent au bord de la lagune Ébrié vaut à Abidjan son surnom de « Manhattan des Tropiques ».
En Afrique du Sud, et notamment à Johannesbourg de nombreux gratte-ciel ont été édifiés surtout dans les années 1970, le plus haut étant The Leonardo (228 m) situé à Sandton dans l'agglomération de Johannesbourg et achevé en 2020.
Parmi les autres gratte-ciel notables, le Michelangelo, l'Embassy Building à Durban, le Triangle House au Cap. L'Afrique du Sud est le pays d'Afrique qui compte le plus de gratte-ciel. Ensuite on a l'Égypte (essentiellement au Caire), le Nigeria, l'Angola (à Luanda), etc.

### Océanie

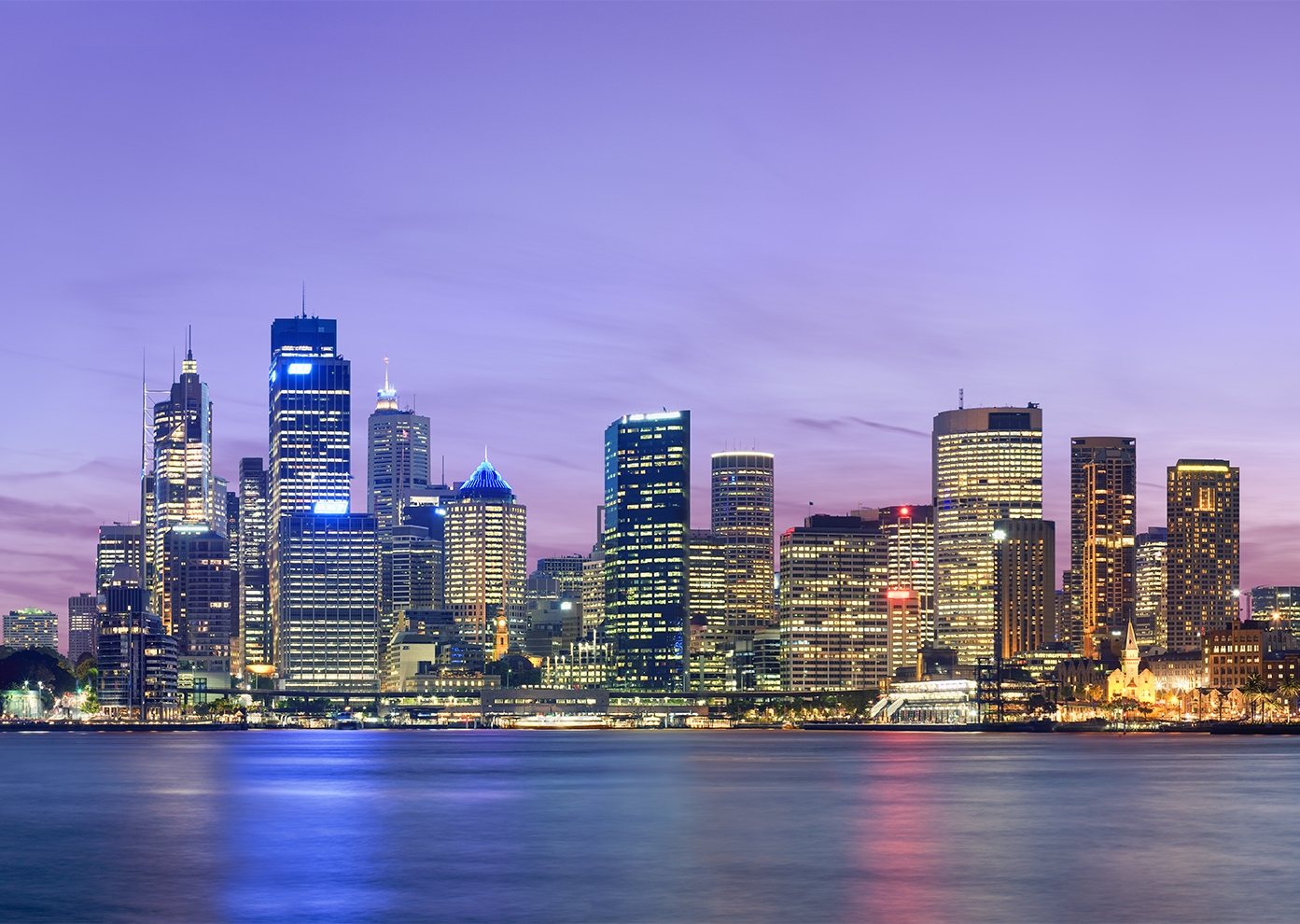
Les gratte-ciel du quartier d'affaires de Sydney (Australie).

Il y a de très nombreux gratte-ciel en Australie du fait de la concentration de la population dans quelques villes millionnaires et de la prospérité continue du pays bien que la densité de population soit très faible. Le gratte-ciel le plus haut d'Australie (hors antenne) est l'Australia 108, haut de 319 mètres sur 101 étages, inauguré en 2020 . Il est situé à Melbourne qui est la ville d'Australie qui désormais comprend le plus de gratte-ciel, bien qu'elle soit moins peuplée que Sydney, qui comprend, elle, plus de 140 immeubles de 100 mètres de hauteur et plus. On trouve également plusieurs dizaines de gratte-ciel à Brisbane, la troisième plus grande ville du pays ainsi que dans la ville balnéaire de Gold Coast au sud de Brisbane, qui comprend l'un des gratte-ciel le plus haut d'Australie, la tour Q1, qui comprend 78 étages pour une hauteur de 275 mètres hors antenne.
En Nouvelle-Zélande, la plupart des gratte-ciel sont concentrés dans la plus importante ville du pays, Auckland. Le gratte-ciel le plus haut est le Pacifica, haut de 179 mètres, achevée en 2020 .

## Nombre
Les 15 villes (villes sans agglomération) qui comportent le plus de gratte-ciel d'au moins 100 m de hauteur sont les suivantes au 8 février 2022, selon la société Emporis  :
1. Hong Kong ( Chine): 1 985
2. New York ( États-Unis) : 853
3. Shenzhen ( Chine) : 688
4. Tokyo ( Japon) : 576
5. Singapour ( Singapour) : 540
6. Bangkok ( Thaïlande) : 455
7. Wuhan ( Chine) : 423
8. Dubaï ( Émirats arabes unis) : 376
9. Toronto ( Canada) : 350
10. Kuala Lumpur ( Malaisie) : 345
11. Guangzhou ( Chine) : 344
12. Chicago ( États-Unis) : 336
13. Shanghai ( Chine) : 327
14. Guiyang ( Chine) : 288
15. Chongqing ( Chine) : 249

Cependant, Emporis ne recense pas tous les gratte-ciel, notamment pour les pays d'Amérique du Sud et d'Asie. Pour les villes asiatiques, les chiffres d'Emporis ne sont pas cohérents avec les chiffres de sa base de données. Il faut donc considérer ces chiffres comme un minimum, les chiffres pour l'Asie étant probablement beaucoup plus élevés, au minimum deux fois plus élevés pour la Chine.
Dans l'ensemble de la planète, il se construit depuis 2008 plus de 1 400 gratte-ciel d'au moins 100 mètres de hauteur chaque année soit plusieurs par jour, et ce nombre augmente rapidement. La plupart sont construits en Asie en particulier en Chine. Ainsi d'après le Council on Tall Buildings and Urban Habitat sur les 177 gratte-ciel d'au moins 200 mètres de hauteur achevés en 2023, 53 % sont situés en Chine, les Émirats arabes unis venant en seconde position avec l'Inde.
Toujours d'après le CTBUH, il y a eu plus de gratte-ciel "supertalls" c'est-à-dire d'au moins 300 mètres de hauteur construits en sept ans de 2016 à 2023 que du XIXe siècle à 2015
Les perspectives de construction de gratte-ciel sont encore favorables en Chine malgré le ralentissement économique et surtout en Inde où il y a encore très peu de gratte-ciel vu le nombre d'habitants.
En Europe, les pays situés à l'est doivent rapidement s'équiper en immeubles de bureaux modernes souvent dans de nouveaux centres d'affaire tels que Moskva-City à Moscou.
Dans beaucoup de pays, pour éviter l'étalement urbain qui rend difficile la rentabilisation des transports en commun et préserver les terres agricoles, les autorités densifient les villes existantes en autorisant la construction d'immeubles de grande hauteur. C'est par exemple le cas au Canada dans des agglomérations comme Toronto ou Vancouver.
Par ailleurs, l'évolution des techniques de conception et de construction facilite les constructions en hauteur et la philosophie libérale incite les élus locaux de certains pays à mettre en place une planification urbaine plus souple.
Néanmoins le recours au télétravail réduit le recours aux immeubles de bureaux et les écologistes s'opposent souvent à la construction de gratte-ciel comme c'est le cas à Paris ou à Lyon les accusant de trop consommer d'énergie. Enfin en Chine, pays qui comprend de très loin le plus de gratte-ciel au monde, les constructions ont tellement été importantes depuis 1990 que le taux de vacance des bureaux est désormais très élevé dans beaucoup de métropoles telles que par exemple Wuhan ou encore Shenzhen où le taux de vacance des bureaux atteignait 27% en 2023, un chiffre considérable . Par ailleurs la construction de gratte-ciel de logements est freinée par la baisse du nombre d'habitants dans certains pays développés ou émergents.

## Conséquences environnementales
Chaque année aux États-Unis, des millions d'oiseaux migrateurs meurent en percutant les façades des immeubles des gratte-ciel. La plupart des oiseaux qui migrent le font de nuit (pour éviter les prédateurs) et se repèrent grâce aux étoiles. Les associations écologistes et de protection des oiseaux essaient de sensibiliser les villes et les États à cette question et proposent de nouvelles normes de construction et d'éclairage.

## Records

### Remarque préliminaire
Selon les sources, les chiffres concernant la hauteur d'un gratte-ciel peuvent diverger. La question est en effet de savoir si l'on compte ou non les antennes et flèches ou simplement la hauteur du dernier étage. Officiellement, on compte dans la hauteur d'un gratte-ciel les antennes si elles font partie de la structure de l'édifice - on les appellera d'ailleurs plutôt « flèches », en anglais : spire. C'est-à-dire que, si l'on enlevait la flèche, on modifierait radicalement l'architecture et l'esthétique du bâtiment. L'exemple type du gratte-ciel à flèche est le Chrysler Building à New York. En revanche, si des antennes ont été rajoutées a posteriori sur le gratte-ciel, mais sans faire partie de la structure de l'édifice, elles ne sont pas comptabilisées.
Cette distinction, qui peut paraître inutile, a en fait pris toute son importance en 1997, lorsque les tours Petronas à Kuala Lumpur ont ravi le titre de plus haut gratte-ciel du monde à la Willis Tower de Chicago. La taille officielle des premières est de 452 m contre 442 m pour la Willis Tower. Mais, pour les tours Petronas, il s'agit de la hauteur de la flèche structurale, le toit s'élevant en fait à 410 m. Alors que pour la Willis Tower, c'est bien le toit qui s'élève à 442 m, les deux immenses antennes (qui culminent à 527 m) ne faisant pas partie de la structure. Ainsi, si l'on mettait ces trois tours côte à côte, un spectateur aurait, au premier coup d'œil, l'impression que la Willis Tower est bien plus grande.

### Plus hauts gratte-ciel du monde achevés

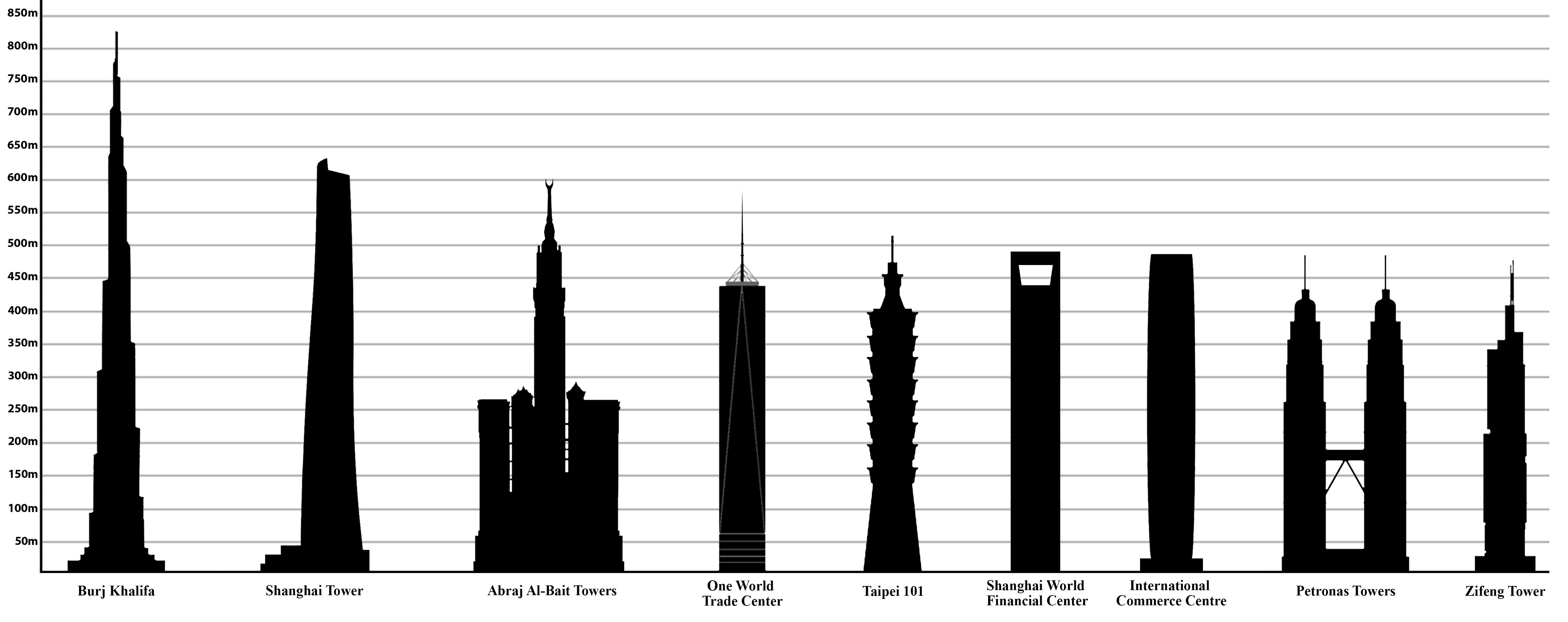
Comparaison des plus hauts gratte-ciel du monde, fin 2015.

Les bâtiments dont le nom est en gras ont détenu le titre de plus haut gratte-ciel du monde à leur achèvement.
Liste actualisée en janvier 2024 selon le CTBUH .
| Rang | Nom                                        | Ville                        | Pays                | Hauteur | sans flèche | Étages | Année |
| ---- | ------------------------------------------ | ---------------------------- | ------------------- | ------- | ----------- | ------ | ----- |
| 1    | Burj Khalifa                               | Dubaï                        | Émirats arabes unis | 828 m   | 828 m       | 163    | 2010  |
| 2    | Merdeka 118                                | Kuala Lumpur                 | Malaisie            | 678,9 m |             | 118    | 2023  |
| 3    | Tour Shanghai                              | Shanghai                     | Chine               | 632 m   | 632 m       | 128    | 2015  |
| 4    | Makkah Royal Clock Tower Hotel             | La Mecque                    | Arabie saoudite     | 601 m   | 558,7 m     | 120    | 2012  |
| 5    | Ping An Finance Centre                     | Shenzhen                     | Chine               | 599 m   |             | 115    | 2017  |
| 6    | Lotte World Tower                          | Seoul                        | Corée du Sud        | 554,5 m |             | 123    | 2017  |
| 7    | One World Trade Center                     | New York                     | États-Unis          | 541,3 m | 417 m       | 104    | 2014  |
| 8    | CTF Finance Centre                         | Guangzhou                    | Chine               | 530 m   |             | 111    | 2016  |
| 9    | Tianjin Chow Tai Fook Binhai Center        | Tianjin                      | Chine               | 530 m   |             | 90     | 2019  |
| 10   | China Zun                                  | Pékin                        | Chine               | 527,7 m |             | 109    | 2018  |
| 11   | Taipei 101                                 | Taipei                       | Taïwan              | 508 m   | 449,2 m     | 101    | 2004  |
| 12   | Shanghai World Financial Center            | Shanghai                     | Chine               | 494,3 m | 492 m       | 101    | 2008  |
| 13   | International Commerce Center              | Hong Kong                    | Hong Kong           | 484 m   | 484 m       | 118    | 2010  |
| 14   | Wuhan Greenland Center                     | Wuhan                        | Chine               | 475,6 m | 475,6 m     | 101    | 2023  |
| 15   | Central Park Tower                         | New York                     | États-Unis          | 472 m   |             | 98     | 2020  |
| 16   | Lakhta Center                              | Saint-Pétersbourg            | Russie              | 472 m   |             | 98     | 2020  |
| 17   | Vincom Landmark 81                         | Ho Chi Minh City             | Vietnam             | 461 m   |             | 81     | 2018  |
| 18   | The Exchange 106                           | Kuala Lumpur                 | Malaisie            | 453,6 m |             | 95     | 2019  |
| 19   | Changsha IFS Tower T1                      | Changsha                     | Chine               | 452 m   |             | 94     | 2018  |
| 20   | Tours Petronas(1)                          | Kuala Lumpur                 | Malaisie            | 451,9 m | 410 m       | 88     | 1998  |
| 20   | Tours Petronas(2)                          | Kuala Lumpur                 | Malaisie            | 451,9 m | 410 m       | 88     | 1998  |
| 22   | Suzhou IFS                                 | Suzhou                       | Chine               | 450 m   |             | 95     | 2019  |
| 23   | Zifeng Tower                               | Nankin                       | Chine               | 450 m   | 381 m       | 66     | 2010  |
| 24   | Wuhan Center                               | Wuhan                        | Chine               | 443 m   |             | 88     | 2019  |
| 25   | Willis Tower                               | Chicago                      | États-Unis          | 527 m   | 442,1 m     | 108    | 1974  |
| 26   | Kingkey 100                                | Shenzhen                     | Chine               | 441,8 m | 441,8 m     | 100    | 2011  |
| 27   | Guangzhou International Finance Center     | Canton                       | Chine               | 440,2 m | 438,6 m     | 103    | 2011  |
| 28   | 111 West 57th Street                       | New York                     | États-Unis          | 435,1 m |             | 84     | 2021  |
| 29   | One Vanderbilt                             | New York                     | États-Unis          | 427 m   | 396,5 m     | 62     | 2020  |
| 30   | 432 Park Avenue                            | New York                     | États-Unis          | 425,5 m |             | 85     | 2015  |
| 31   | Marina 101                                 | Dubaï                        | Émirats arabes unis | 425 m   |             | 101    | 2017  |
| 32   | Trump International Hotel and Tower        | Chicago                      | États-Unis          | 423,4 m | 356,9 m     | 98     | 2009  |
| 33   | Minying International Trade Center T2      | Dongguan                     | Chine               | 426,9 m |             | 88     | 2021  |
| 34   | Jin Mao Tower                              | Shanghai                     | Chine               | 420,5 m | 383 m       | 88     | 1999  |
| 35   | Princess Tower                             | Dubaï                        | Émirats arabes unis | 413,4 m | 392 m       | 101    | 2012  |
| 36   | Al Hamra Tower                             | Koweït                       | Koweït              | 414 m   | 368 m       | 80     | 2011  |
| 37   | Two International Finance Centre           | Hong Kong                    | Hong Kong           | 415,8 m | 406,9 m     | 88     | 2003  |
| 38   | LCT The Sharp Landmark Tower               | Busan                        | Corée du Sud        | 415,8 m |             | 101    | 2019  |
| 39   | Guangxi China Resources Tower              | Dongguan                     | Chine               | 426,9 m |             | 86     | 2020  |
| 40   | Guiyang International Financial Center T1  | Guiyang                      | Chine               | 401 m   |             | 79     | 2020  |
| 41   | Iconic Tower                               | Nouvelle capitale égyptienne | Égypte              | 393,8 m |             | 77     | 2023  |
| 42   | China Resources Headquarters               | Shenzhen                     | Chine               | 392,5 m |             | 68     | 2018  |
| 43   | 23 Marina                                  | Dubaï                        | Émirats arabes unis | 392,4 m |             | 88     | 2012  |
| 44   | CITIC Plaza                                | Canton                       | Chine               | 390,2 m |             | 80     | 1996  |
| 44   | CITYMARK CENTRE                            | Shenzhen                     | Chine               | 388,3 m |             | 70     | 2022  |
| 46   | Shum Yip Upperhills Tower 1                | Shenzhen                     | Chine               | 388,1 m |             | 80     | 2020  |
| 47   | 30 Hudson Yards                            | New York                     | États-Unis          | 387,1 m |             | 73     | 2019  |
| 48   | PIF Tower                                  | Riyadh                       | Arabie saoudite     | 385 m   |             | 72     | 2021  |
| 49   | Shun Hing Square                           | Shenzhen                     | Chine               | 384 m   | 324,8 m     | 69     | 1996  |
| 50   | Eton Place Dalian Tower 1                  | Dalian                       | Chine               | 383,2 m |             | 80     | 2016  |
| 51   | Autograph Tower                            | Jakarta                      | Indonésie           | 382,9 m |             | 75     | 2022  |
| 52   | Nanning Logan Century 1                    | Nanning                      | Chine               | 381,3 m |             | 82     | 2018  |
| 53   | Burj Mohammed Bin Rashid                   | Abou Dabi                    | Émirats arabes unis | 381,2 m |             | 88     | 2014  |
| 54   | Empire State Building                      | New York                     | États-Unis          | 381 m   |             | 102    | 1931  |
| 55   | Elite Residence                            | Dubaï                        | Émirats arabes unis | 380,5 m |             | 87     | 2012  |
| 56   | 1 Corporate Avenue                         | Wuhan                        | Chine               | 376 m   |             | 73     | 2021  |
| 57   | Dabaihui Plaza                             | Shenzhen                     | Chine               | 375,6 m |             | 70     | 2021  |
| 58   | Central Plaza                              | Hong Kong                    | Hong Kong           | 373,9 m |             | 78     | 1992  |
| 59   | Federation Tower                           | Moscou                       | Russie              | 373,7 m |             | 93     | 2016  |
| 60   | Dalian International Trade Center          | Dalian                       | Chine               | 370,2 m |             | 86     | 2019  |
| 61   | The Address Boulevard                      | Dubaï                        | Émirats arabes unis | 370 m   |             | 73     | 2017  |
| 62   | Hai Tian Center                            | Qingdao                      | Chine               | 368,9 m |             | 73     | 2021  |
| 63   | Golden Eagle Tiandi Tower A                | Nanjing                      | Chine               | 368,1 m |             | 73     | 2021  |
| 64   | Tour de la Bank of China                   | Hong Kong                    | Hong Kong           | 367,4 m | 305 m       | 77     | 1990  |
| 65   | Bank of America Tower                      | New York                     | États-Unis          | 365,8 m | 278,9 m     | 55     | 2009  |
| 66   | St. Regis Chicago                          | Chicago                      | États-Unis          | 362,9 m |             | 101    | 2021  |
| 67   | Almas Tower                                | Dubaï                        | Émirats arabes unis | 360 m   | 306,4 m     | 68     | 2008  |
| 67   | Ping An Finance Center Tower 1             | Jinan                        | Chine               | 360 m   | 360 m       | 68     | 2023  |
| 69   | Huiyun Center                              | Jinan                        | Chine               | 359,2 m | 359,2 m     | 80     | 2023  |
| 70   | Hanking Center Tower                       | Shenzhen                     | Chine               | 358,9 m |             | 65     | 2018  |
| 71   | Gevora Hotel                               | Dubaï                        | Émirats arabes unis | 357,8 m | 356,3 m     | 75     | 2017  |
| 72   | Il Primo Tower                             | Dubaï                        | Émirats arabes unis | 356 m   | 356 m       | 79     | 2023  |
| 72   | Galaxy World Tower 1                       | Dubaï                        | Émirats arabes unis | 356 m   | 356 m       | 71     | 2023  |
| 72   | Galaxy World Tower 2                       | Dubaï                        | Émirats arabes unis | 356 m   | 356 m       | 71     | 2023  |
| 75   | Emirates Park Towers(1)                    | Dubaï                        | Émirats arabes unis | 355,4 m |             | 82     | 2012  |
| 77   | Emirates Tower One                         | Dubaï                        | Émirats arabes unis | 354,6 m | 311 m       | 54     | 2000  |
| 78   | Raffles City Chongqing T3N                 | Chongqing                    | Chine               | 354,5 m |             | 79     | 2019  |
| 78   | Raffles City Chongqing T4N                 | Chongqing                    | Chine               | 354,5 m |             | 74     | 2019  |
| 80   | Tour Oko-Sud                               | Moscou                       | Russie              | 353,6 m |             | 90     | 2015  |
| 81   | The Marina Torch                           | Dubaï                        | Émirats arabes unis | 352 m   |             | 86     | 2011  |
| 82   | Forum 66 Tower 1                           | Shenyang                     | Chine               | 350,6 m |             | 68     | 2015  |
| 83   | The Pinnacle                               | Canton                       | Chine               | 350,3 m |             | 60     | 2012  |
| 84   | Xi An Glory International Financial Center | Xi'an                        | Chine               | 350 m   |             | 75     | 2022  |
| 85   | Spring City 66                             | Kunming                      | Chine               | 349 m   |             | 61     | 2019  |
| 86   | Tuntex Sky Tower                           | Kaohsiung                    | Taïwan              | 347,5 m |             | 85     | 1997  |
| 87   | Aon Center                                 | Chicago                      | États-Unis          | 346,3 m |             | 83     | 1973  |
| 88   | The Center                                 | Hong Kong                    | Hong Kong           | 346 m   |             | 73     | 1998  |
| 89   | NEVA TOWERS 2                              | Moscou                       | Russie              | 345 m   |             | 79     | 2019  |
| 90   | 875 North Michigan Avenue                  | Chicago                      | États-Unis          | 343,7 m |             | 100    | 1969  |
| 91   | Shimao Hunan Center                        | Changsha                     | Chine               | 343 m   |             | 74     | 2019  |
| 92   | Four Seasons Place                         | Kuala Lumpur                 | Malaisie            | 342,5 m |             | 75     | 2018  |
| 93   | ADNOC Headquarters                         | Abou Dabi                    | Émirats arabes unis | 342 m   |             | 65     | 2015  |
| 94   | One Shenzhen Bay Tower 7                   | Changsha                     | Chine               | 341,4 m |             | 71     | 2018  |
| 94   | Comcast Technology Center                  | Philadelphie                 | États-Unis          | 341,4 m |             | 59     | 2018  |
| 96   | LCT The Sharp Residential Tower A          | Pusan                        | Corée du Sud        | 339,1 m |             | 85     | 2019  |
| 97   | YunDing Tower                              | Jinan                        | Chine               | 339 m   |             | 69     | 2020  |
| 98   | Wuxi International Finance Square          | Wuxi                         | Chine               | 339 m   |             | 68     | 2014  |
| 99   | Chongqing World Financial Center           | Chongqing                    | Chine               | 338,9 m |             | 72     | 2015  |
| 100  | Mercury City Tower                         | Moscou                       | Russie              | 338,8 m |             | 75     | 2013  |

Détruits :
1. 7 World Trade Center, New York, États-Unis (1987→2001), 186 m.
2. World Trade Center (tour 2), New York, États-Unis (1973→2001), 415 m.
3. World Trade Center (tour 1), New York, États-Unis (1972→2001), 417 m (527 m avec l'antenne).
4. Singer Building, New York, États-Unis (1908→1968), 187 m.
5. Morrison Hotel, Chicago, États-Unis (1925→1965), 160 m.
6. Hanover National Bank Building, New York, États-Unis (1903→1931), 117 m.

### Gratte-ciel en construction par hauteur structurelle
D'après le CTBUH il y a dans le monde en mai 2025, 26 gratte-ciel d'au moins 400 m de hauteur en construction.
Les plus hauts sont les suivants  ;
| Rang | Nom                                             | Ville   | Pays                | Hauteur structurelle | Étages | Année du début des travaux | Année prévue de l'achèvement |
| ---- | ----------------------------------------------- | ------- | ------------------- | -------------------- | ------ | -------------------------- | ---------------------------- |
| 1    | Jeddah Tower                                    | Jeddah  | Arabie saoudite     | 1 000 m              | 167    | 2013                       | 2030                         |
| 2    | Burj Azizi                                      | Dubai   | Émirats arabes unis | 725 m                | 105    | 2025                       | 2030                         |
| 3    | Tianjin 117 Building                            | Tianjin | Chine               | 597 m                | 128    | 2009                       | 2027                         |
| 4    | Burj Binghatti Jacob & Co Residence             | Dubai   | Émirats arabes unis | 595 m                | 105    | 2023                       | 2027                         |
| 5    | Tiger Sky Tower                                 | Dubai   | Émirats arabes unis | 532 m                | 116    | 2024                       | 2029                         |
| 6    | Six Senses Residences                           | Dubai   | Émirats arabes unis | 517 m                | 125    | 2024                       | 2028                         |
| 7    | Greenland Jinmao International Financial Center | Nanjing | Chine               | 500 m                | 102    | 2019                       | 2028                         |
| 8    | HeXi Yuzui Tower A                              | Nanjing | Chine               | 499 m                | 85     | 2021                       | 2028                         |
| 9    | Tianfu Center                                   | Chengdu | Chine               | 489 m                | 95     | 2022                       | 2027                         |
| 10   | Rizhao Center                                   | Rizhao  | Chine               | 485 m                | 94     | 2023                       | 2028                         |